# Doctrina de l'Església Catòlica
La doctrina de l'Església Catòlica o, simplement, la doctrina catòlica és el conjunt de totes les veritats de la fe professades per l'Església Catòlica. Segons el catecisme de Sant Pius X, la doctrina catòlica va ser ensenyada per Jesucrist per mostrar als homes el camí de la salvació i de la vida eterna. Les seves parts més importants i necessàries són quatre: el Credo o Professió de fe, el Pare nostre, els Deu manaments i els Set Sagraments.
Aquesta església cristiana creu que la seva doctrina va ser gradualment revelada per Déu a través dels temps, arribant a la seva plenitud i perfecció en Jesús, el Crist, que és considerat pels catòlics com el Fill de Déu, el Messies i el Salvador del món i de la humanitat. Però la definició i comprensió d'aquesta doctrina, que és progressiva, necessita per això de l'estudi constant i de la reflexió teològica, però sempre fidel a la revelació divina i orientada per l'Església.
Pels catòlics, la seva fe consisteix en el seu oferiment lliure tot sencer a Déu, fent "plena submissió d'enteniment i de voluntat a Déu que es revela". Aquesta revelació és transmesa per l'Església sobre la forma de la Tradició. La fe en Déu només actua per amor, per això la vida de santificació d'un catòlic l'obliga, a més de participar en els sagraments, a obeir la fe divina, que ha d'efectuar-se mitjançant de, per exemple, la pràctica de les ensenyances revelades (que es resumeixen en els manaments d'amor ensenyats per Jesús), de les bones obres i també de les regles de vida proposades per l'cos místic de Jesucrist. Aquest lliurament a Déu té com a darrera finalitat i esperança la pròpia salvació i la implementació del Regne de Déu. En aquest regne etern, el mal serà inexistent i els homes salvis i justos, després de la resurrecció dels morts i el fi del món, passaran a la vida eterna en Déu, amb Déu i al costat de Déu.
Les veritats principals de la fe de l'Església Catòlica es troben expressades i resumides al Credo de Nicea i en variadissims documents de l'Església, com per exemple el Catecisme de l'Església Catòlica (CIC) i al Compendi del Catecisme de l'Església Catòlica (CCIC).

## Revelació divina i tradició

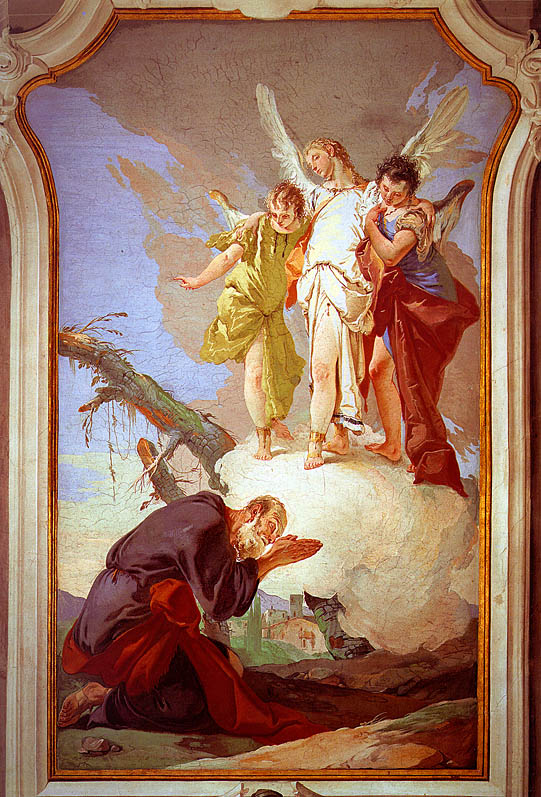
Déu es revela a Abram, el major patriarca de l'Antic Testament i "pare dels creients".

Segons la fe catòlica, Déu es revelà a l'home, mitjançant paraules i fets, perquè l'home pogués conèixer el seu designi de benevolència. Aquest designi «consisteix a fer participar mitjançant la gràcia de l'Esperit Sant, a tots els homes en la vida divina, com els seus fills adoptius en el seu únic fill», que és Jesucrist. Aquesta infal·lible revelació divina, manifestada durant els segles que corresponen a l'Antic Testament, és realitzada plenament i completada en Jesucrist. A partir de la Resurrecció de Jesús, no es revelarà res més als homes fins a la Parusia. Però, malgrat que la Revelació ja està completa, encara no està plenament especificada. I està reservat a la fe cristiana aprendre gradualment tot el seu abast enllà dels segles.
A partir d'ací, amb l'assistència sobrenatural de l'Esperit Sant, la Revelació immutable (o el "dipòsit de la fe") és transmesa sense interrupció i íntegrament per l'Església mitjançant una doble tradició (que en llatí significa "lliurament en l'acte de confiar") indisociable, que pot ser oral o escrita:
- la tradició oral o, simplement, tradició, que conserva els ensenyaments de Crist als apòstols. Alhora, ells transmeten íntegrament aquests ensenyaments als seus successors (els bisbes, units amb el Papa, perquè ells puguin conservar-los i difondre'ls.[22][24]
- la tradició escrita o la Bíblia, que és el producte del registre escrit de la tradició oral pels escriptors sagrats, sempre inspirats per l'Esperit Sant. Pels catòlics, la Bíblica està constituïda per 73 llibres, organitzats en l'Antic i el Nou Testament.[22]

Ambdues estan intercomunicades, car «Jesús va fer en presència dels seus deixebles molts altres senyals prodigiosos que no es troben escrits en aquest llibre». A més de la Revelació immutable, existeixen també les revelacions privades (com, per exemple, les aparicions marianes), que no pertanyen a la Revelació ni poden contradir-les. Per això, els catòlics no estan obligats a creure-se-les, tot i que algunes han estat declarades com autèntiques per l'Església (com les succeïdes a Fàtima). El seu paper és només ajudar els fidels a viure millor la Revelació divina en un moment determinat de la història.

### El Magisteri de l'Església i el desenvolupament de la doctrina

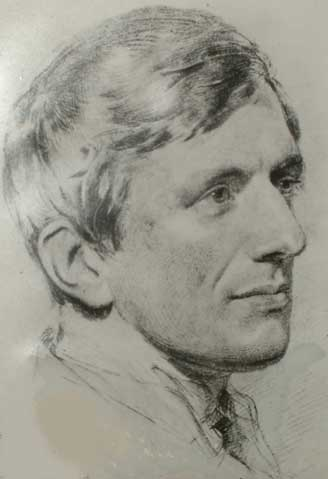
El cardenal Newman, un dels principals pensadors sobre el desenvolupament de la doctrina.

La Tradició, bé sigui oral o escrita, és interpretada i aprofundida progressivament pel Magisteri de l'Església, que ha de ser obeïda i seguida pels catòlics. Això és així perquè la funció del Magisteri és la de guardar, interpretar, transmetre i ensenyar la Tradició que és pròpia de l'autoritat de l'Església, però més concretament del Papa i dels bisbes units al Papa. Va ser sobre la base de la seva interpretació que l'Església escollí els llibres que conformen el cànon bíblic. Ella creu que les veritats de fe no estan només contingudes a la Bíblia, significant això que les tradicions orals i escrites s'han de rebre i venerar amb un mateix esperit de pietat.
L'Església Catòlica creu que, malgrat que la Revelació ja està completa, encara no està plenament explicitada. I està reservat a la fe cristiana aprendre gradualment tot el que està al seu abast, en el transcurs dels segles. Per això, l'Església admet el desenvolupament progressiu de la doctrina, bé com els costums i l'expressió de la fe dels seus fidels durant els segles. Aquest desenvolupament doctrinal, que segons creu està orientat per la gràcia de l'Esperit Sant, és resultat de la interpretació gradual de la Revelació divina (o creixement i intel·ligència de la fe), que no es pot confondre amb la matèria de la mateixa revelació, que és inalterable. En altres paraules, el Magisteri de l'Església, en meditar i estudiar la Revelació immutable, advertiria gradualment certes realitats que abans no comprenia explicita i totalment.
El procés de desenvolupament de la doctrina, que ha de ser sempre continuat i fidel a la Tradició, implica la definició gradual de dogmes que, un cop proclamats solemnement, són immutables i eterns. Però, això no significa que aquestes veritats hagin estat revelades més tard, sinó que es tornen més clares i útils per a l'Església en la seva progressió en la fe.

### Dogmes, veritats de fe i hipòtesis
Existeix una jerarquia que divideix i classifica les diverses veritats de fe professades per l'Església Catòlica, per raó de llur diferent nexe amb el fonament de la fe cristiana.
Així existeixen els dogmes, que són les veritats infal·libles i immutables que constitueixen la base de la doctrina catòlica. Els dogmes són proclamats solemnement pel Magisteri Suprem (el Papa o el Concili Ecumènic conjuntament amb el Papa) esdevenint veritats definitives, perquè aquestes estan contingudes a la Revelació divina o tenen amb ella un nexe necessari. Un cop ha estat solemnement proclamat, cap dogma pot ser alterat o negat, a no ser pel Papa o per decisió conciliar; per això, el catòlic està obligat a adherir, acceptar i creure en els dogmes de manera irrevocable.
A més dels dogmes, existeixen encara moltes definicions doctrinàries que, no estant expressament definides a la Bíblia o a la Tradició oral, plantegen encara dubtes i no es troben encara totalment desenvolupades. Aquestes definicions, que posteriorment es podrien tornar dogmes, es divideixen en:
- veritats de fe, que són objecte de creença per a tots els catòlics, encara que no siguin dogmes i poden ser objecte d'algun desenvolupament doctrinal posterior;[6]
- veritats properes a la fe, a les que els falta poc per convertir-se en veritats de fe;[6]
- hipòtesis, que poden ser cregudes pels catòlics i que resten només com a temes de reflexió per part de teòlegs degudament acreditats per la Santa Seu.[6]

### Ortodòxia, heterodòxia i heretgia

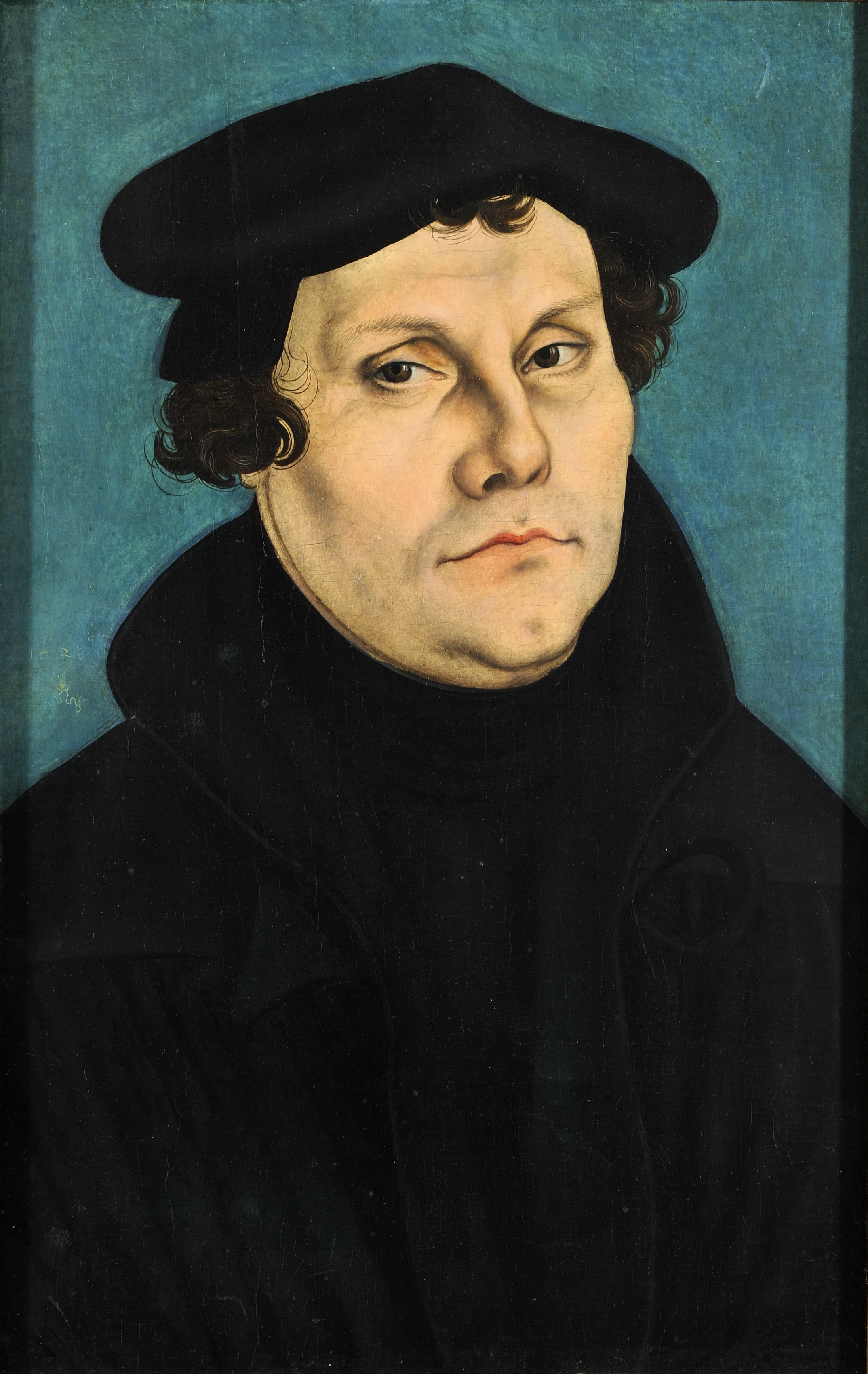
Martí Luter, fundador del Protestantisme.

A més de la doctrina oficial o ortodoxa proposada pel Magisteri de l'Església ordinàriament mitjançant el munus docendi (el deure d'ensenyar) dels bisbes en comunió amb el Papa i extraordinàriament mitjançant els Concilis Ecumènics i definicions pontifícies solemnes, durant la història han aparegut d'altres versions teològiques heterodoxes. Aquestes desviacions de l'ensenyament normatiu de l'Església poden ser tolerades, combatudes mitjançant la catequesi i discussions, o condemnades solemnement per l'Església. Un dels exemples més paradigmàtics de versió teològica heterodoxa és la teologia de l'alliberament, amb una forta inspiració marxista, que va ser corregida per la instrucció Libertatis Nuntius.
Les heretgies són doctrines heterodoxes desenvolupades per batejats cristians que neguen i dubten explícitament d'un dogma o d'una veritat fonamental catòlica. Qualsevol heretge, llevat dels nascuts i batejats en comunitats no catòliques o aquells que van caure en l'heretgia o cisma abans dels 16 anys, és condemnat amb l'excomunió latae sententiae i amb altres penes canòniques, com a demisió de l'estat clerical, en cas que l'heretge sigui un clergue. Algunes de les principals heretgies condemnades per l'Església en el transcurs de la història són el gnosticisme (segle ii), el maniqueisme (segle iii), l'arrianisme (segle iv), el pelagianisme (segle v), la iconoclàstia (segle viii), el catarisme (segles XII-XIII), el protestantisme (segle xvi), l'anglicanisme (segle xvi), el jansenisme (segle xvii) i el modernisme (segle xix). Actualment, l'Església considera el relativisme moral i doctrinal com la gran heretgia actual.

#### Supressió de l'heretgia: la Inquisició
La Inquisició es refereix a diverses institucions creades per combatre i suprimir l'heretgia en el si de l'Església catòlica. La Inquisició medieval va ser instituïda jurídicament el 1231. La instal·lació d'aquests tribunals eclesiàstics era habitual a Europa a petició dels poders reials, especialment a Castella (1478) i Portugal (1531/1536), on ambdues van dependre molt del poder civil.
El condemnat era en moltes ocasions responsabilitzat d'una "crisi de fe", de pestes, terratrèmols i misèria social, sent lliurat a les autoritats seculars perquè fos castigat. Les penes variaven des del dejuni, multes petites, penitències, presó, confiscació de béns, pèrdua de llibertat, tortura i fins a la pena de mort aplicada pel poder civil; la modalitat més famosa era mitjançant la foguera. Malgrat tot, activistes i estudiosos catòlics argumenten que la inquisició papal va ser instituïda principalment per impedir i evitar les supersticions judicials i els abusos de població o de governants civils, com Frederic II, que executava heretges per qüestions polítiques.
Durant els segles XV i XVI, influïts per la Reforma protestant, la Inquisició va ser reorganitzada: el 1542 el Papa Pau III instituí la Sagrada Congregació de la Inquisició Universal. Durant el segle xix, els tribunals de la Inquisició van ser suprimits pels estats europeus, però encara van ser mantinguts per l'Estat Pontifici. El 1908, durant el pontificat de Pius X, la institució passà a anomenar-se Sacra Congregació del Sant Ofici. El 1965, amb motiu del Concili Vaticà II, durant el pontificat de Pau VI, assumí el seu nom actual de Congregació per a la Doctrina de la Fe.
Encara que senyalar que seria un anacronisme interpretar la Inquisició fora del context social, cultural i religiós en què va néixer, l'Església Catòlica ha reconegut que la Inquisició "és inconcebible per a la mentalitat actual i va cometre, més enllà de la cruesa dels seus propis costums de llavors, autèntics abusos i injustícies (com la condemnació dels Templers o de Joana d'Arc, entre d'altres)". Actualment, l'Església, comprenent millor la llibertat de pensament, prefereix emprar el diàleg i l'ecumenisme per combatre les heretgies i d'altres desviacions de la doctrina.

## Història
Les alteracions i afegits verificats a la doctrina catòlica en el transcurs dels temps són anomenats per l'Església Catòlica el desenvolupament de la doctrina i justificats pel fet que, «malgrat que la Revelació ja estigui complerta, encara no està plenament explicitada» i, per això, al llarg dels temps, la doctrina catòlica va ser enriquida per noves clarificacions, noves definicions dogmàtiques i nous pronunciaments papals o conciliars.

### Els set primers concilis

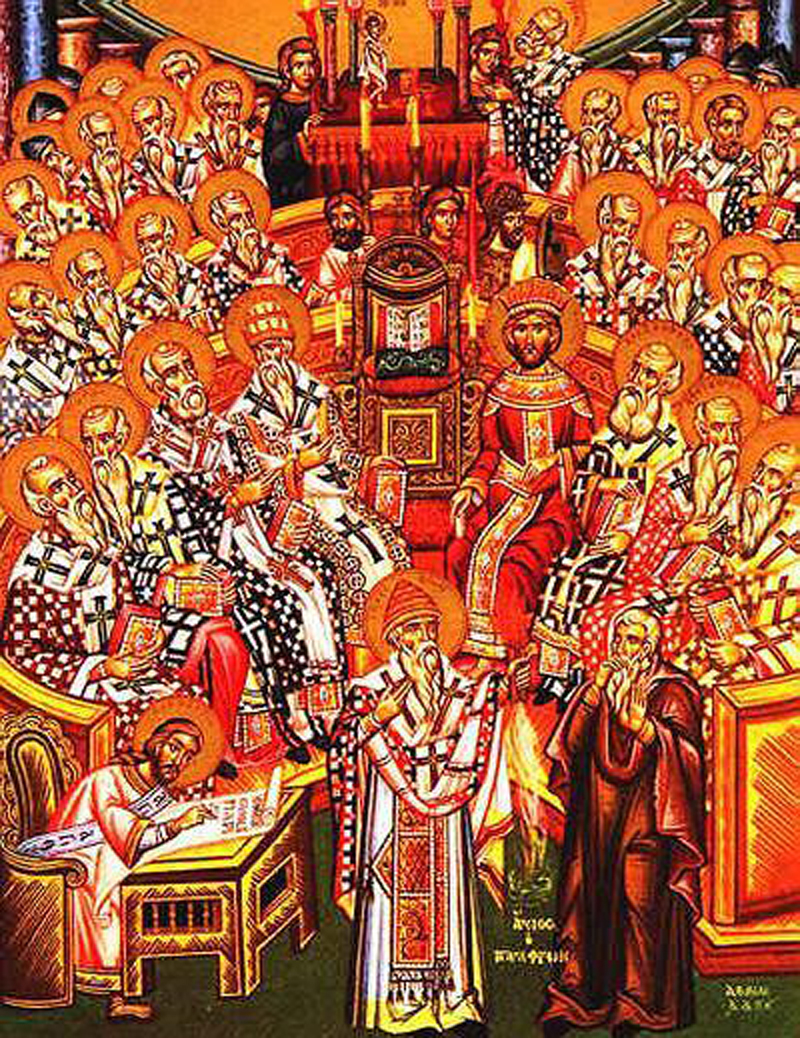
El Primer Concili de Nicea (325)

El Primer Concili de Nicea (325) formulà el Credo de Nicea original, que reconeixia les tres Persones de la Santíssima Trinitat (Pare, Fill i Esperit Sant), i ensenyava que Jesús, Fill de Déu, era consubstancial al Déu Pare. En definir la divinitat de Jesús, aquest concili condemnà l'arrianisme. De fet, un dels dogmes centrals del catolicisme, la Santíssima Trinitat, ja era àmpliament discutit, reflexionat i acceptat per molts cristians abans del Concili: ja al 180, el mot "Trinitat" era emprat per Teòfil d'Antioquia. Però, abans d'això, aquesta doctrina peculiar ja apareixia amb gran freqüència a l'àmbit de la praxi baptismal o eucarístics. La fórmula trinitària (Pare, Fill i Esperit Sant) ja apareix en diverses cartes i escrits cristians, com a la Carta als Efesis d'Ignasi d'Antioquia; o a la Primera Epístola de Climent. Al segle iii, Tertul·lià, Orígenes i Gregori Taumaturg reflexionaren profundament sobre aquest dogma.
El Primer Concili de Constantinoble (381) definí la divinitat de l'Esperit Sant, la divinitat del qual és la mateixa que la del Pare i del Fill. El concili també reformulà el Credo de Nicea, que passà a constar de més informacions sobre la naturalesa de l'Esperit Sant, sobre Jesús i d'altres dogmes importants. En aquest concili es condemnà el macedonianisme, l'apol·linarisme i, un cop més, l'arrianisme.
Al 431, el Concili d'Efes proclamà a Maria, mare de Jesús com la Mare de Déu (en grec, la Theotokos), en oposició a Nestori, qui defensava que només havia de ser anomenada la Mare de Crist, car ella només era la mare de naturalesa humana de Crist i no de la seva naturalesa divina. Nestori defensava que aquestes dues naturaleses eren diferents i separades, afirmació que el concili condemnà. A més del nestorianisme, el concili també condemnà el pelagianisme, que entrava en oposició amb la doctrina del pecat original i de la gràcia desenvolupada per Agustí d'Hipona al segle v.
Agustí d'Hipona és considerat com un dels Pares de l'Església. Aquests teòlegs, que van viure entre els segles II i VII, clarificaren i consolidaren els conceptes principals de la fe (com la Santíssima Trinitat, la naturalesa de Crist, la naturalesa de l'Església, la gràcia, el cànon bíblic, la salvació, el pecat, la primacia papal…), van combatre moltes heretgies i, en certa manera, van ser responsables de la fixació i sistematització de la Tradició apostòlica. Per això, el pensament i la reflexió teològica dels Pares de l'Església són encara avui una base fundacional de la construcció teològica.
Al 451, el Concili de Calcedònia definí que subsisteixen a la persona de Crist dues naturaleses (divina i humana) unides: «Jesús és perfecte en divinitat i perfecte en humanitat, veritable Déu i veritable home, format d'una ànima racional i d'un cos, consubstancial al Pare segons la divinitat, consubstancial a nosaltres segons la humanitat.» Per això, el concili condemnà el monofisisme d'Eutiques de Constantinoble, que defensava que Jesús tenia només una naturalesa, sent la naturalesa humana tan unida a la naturalesa divina que va ser absorta per aquesta darrera. A més, el concili condemnà també la simonia.
El Tercer Concili de Constantinoble (680-681) condemnà el monotelisme i reafirmà que Crist, sent Déu i home, tenia les voluntats divina i humana. El Segon Concili de Nicea (787) definí la validesa de la veneració d'imatges santes, condemnant així la iconoclàstia.

### L'Edat Mitjana

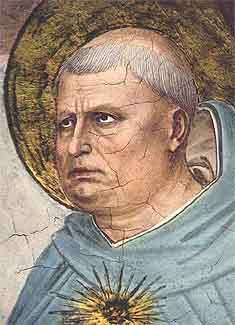
Tomàs d'Aquino afirmà que la fe i la raó poden ser conciliades, «car provenen ambdues de Déu», sent la raó un mitjà d'enteniment de la fe.

El Quart Concili del Laterà (1215) oficialitzà una antiga tradició segons la qual cada catòlic havia de rebre, com a mínim un cop l'any, durant la Pasqua, la confessió i l'Eucaristia. Aquest concili també defensà el celibat dels clergues, a doctrina de la transsubstanciació i condemnà de nou els albigesos.
Al segle xiii, Tomàs d'Aquino, doctor de l'Església i autor de la Summa Teològica, adaptà la filosofia d'Aristòtil al pensament cristià de l'època. És considerat com el màxim representant de l'escolàstica, que és un sistema, moviment i mètode que procurà reafirmar que la fe supera però no contradiu la raó. Combinant sempre la filosofia i la teologia, els debats i reflexions escolàstics es basaven en la lectura de les Sagrades Escriptures i dels escrits dels Pares de l'Església i de diversos filòsofs.
El Concili de Constança (1414-1418) condemnà les heretgies de John Wycliffe i de Jan Hus, dos famosos precursors de la Reforma Protestant. El Cinquè Concili del Laterà (1512-1517) definí la immortalitat de l'ànima.

#### La qüestió del celibat
El Primer (1123) i el Segon Concilis del Laterà (1139) condemnaren i invalidaren el concubinat i els casaments dels clergues, imposant el celibat clerical. Cal senyalar, però, que el celibat obligatori ja havia estat decretat al Concili d'Elvira (295-302), però com que era un simple concili regional, les seves decisions no foren aplicades per tota l'Església. El Primer Concili de Nicea (323) decretà que «tots els membres del clergat estaven prohibits de viure amb qualsevol dona, a excepció de la mare, germana o tia» (cànon III). Malgrat això, al final del segle iv, l'Església Llatina promulgà diverses lleis a favor del celibat, que van ser generalment ben acceptades a Occident durant el pontificat de Lleó Magne (440-461). De fet, el Concili de Calcedònia (451) prohibí el casament de monjos i verges consagrades (XVI cànon).
Malgrat tot va haver-hi diversos avenços i retrocessos a l'aplicació d'aquesta pràctica eclesiàstica, arribant fins i tot a haver alguns Papes casats, com Adrià II (867-872). Al segle xi diversos Papes, especialment Lleó IX (1049-1054) i Gregori VII (1073-1085) s'esforçaren de nou per aplicar amb major rigor les lleis del celibat, a causa de la creixent degradació moral del clergat. Segons fonts històriques, durant el Concili de Constança (1414-1418), 700 bagasses van satisfer les necessitats dels participants.
El celibat clerical tornà a ser defensat pel Quart Concili del Laterà (1215) i pel Concili de Trento (1545-1563). Actualment, les lleis del celibat s'apliquen només als sacerdots de l'Església Llatina (d'occident), a diferència de les Esglésies Catòliques Orientals i dels ordinariats personals per a anglicans, que permeten l'ordenació de casats, però no que els sacerdots contraguin matrimoni.

### Del Concili de Trento fins a l'actualitat

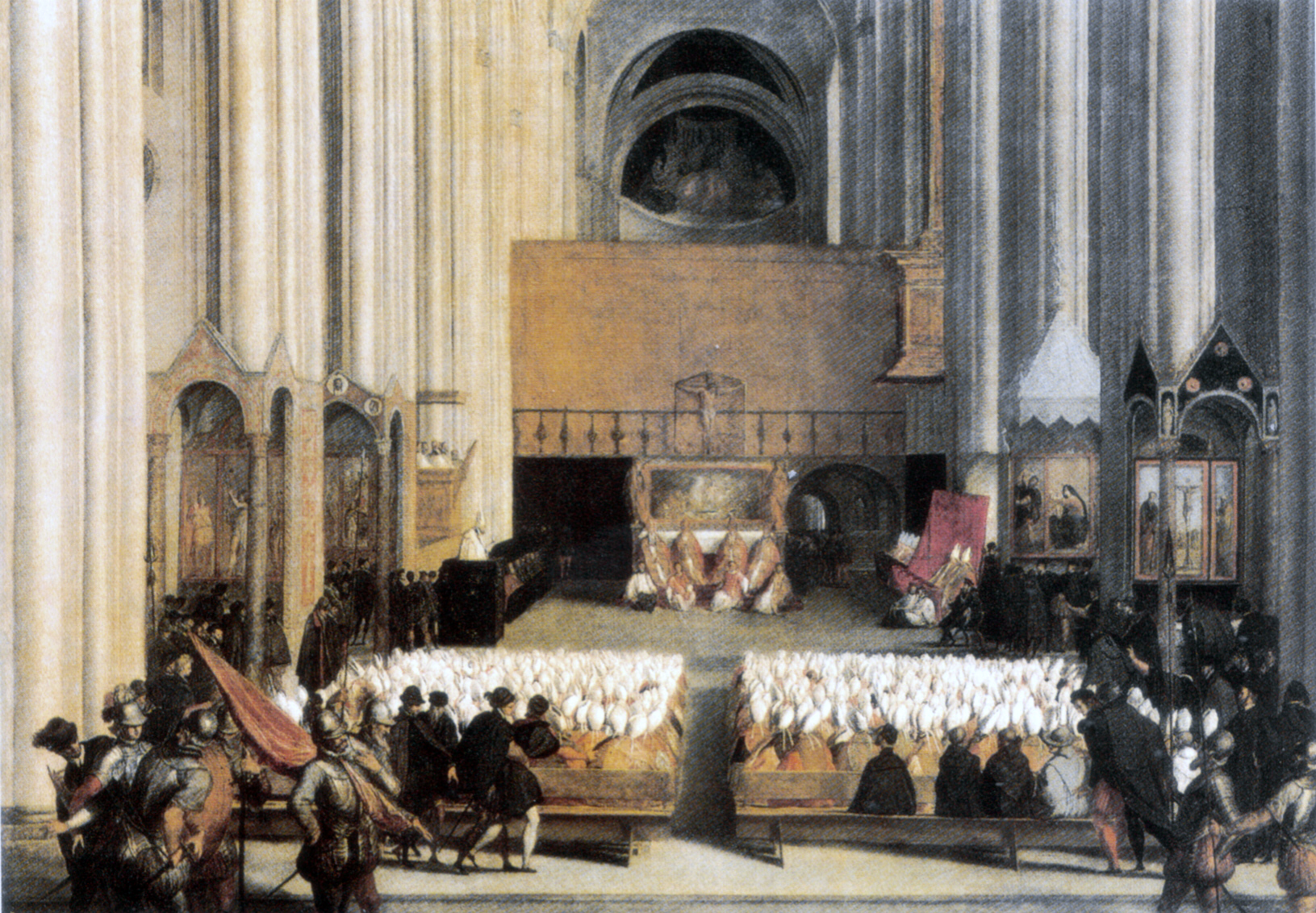
El Concili de Trento (1545-1563) lluità contra la Reforma Protestant que va ser, conjuntament amb el Cisma d'Orient, una de les majors divisions a la que mai s'ha enfrontat l'Església Catòlica.

Al segle xvi, a causa de la Reforma Protestant es convocà el Concili de Trento (1545-1563) per a reformar la disciplina eclesiàstica i consolidar les principals veritats catòliques. Aquest concili reafirmà, clarificà i definí la presència real de Crist a l'Eucaristia, la doctrina dels set Sagraments (sent cadascun d'ells àmpliament debatuts i definits pel concili), la doctrina de la gràcia i del pecat original, la justificació, el valor i la importància de la missa, el celibat clerical, la jerarquia catòlica, la Tradició, el cànon bíblic (reafirmà com a autèntica la Vulgata), la litúrgia (la missa tridentina), el culte als sants, a les relíquies i a les imatges, les indulgències i la naturalesa de l'Església. El concili també va promoure la publicació de l'Índex dels llibres prohibits. El concili de Trento va ser el concili ecumènic que durà més temps, va emetre també la quantitat més gran de decrets dogmàtics i reformes i produí els resultats que s'estengueren més en el temps sobre la fe i la disciplina de l'Església.
Durant els segles xvii i xviii, els jesuites i els jansenites s'enfrontaren en polèmiques sobre el paper de la gràcia, de la llibertat humana i de la participació de l'home en la seva pròpia salvació. Finalment, els jansenistes van ser condemnats pel Magisteri de l'Església Catòlica. El 1854, Pius IX proclamà com a dogma la Immaculada Concepció de Maria. El Concili Vaticà I (1869-1870) proclamà fins i tot com a dogma la infal·libilitat pontifical. El 1891, Lleó XIII publicà l'encíclica Rerum Novarum, marcant així l'inici de la sistematització de la doctrina social de l'Església. A finals del segle xix i inicis del segle xx, aparegué l'heretgia del modernisme, que va ser durament condemnada per Pius X.
El 1950, Pius XII proclamà com a dogma l'Assumpció de Maria al Cel en cos i ànima. Entre 1962 i 1965, el Concili Vaticà II, ideat per Joan XXIII, impulsà l'aggiornamento (l'actualització) de l'Església, tractant per tant de diversos temes, com la reforma de la litúrgia, la constitució i la pastoral de l'Església (que arriba a ser fundada en la mateixa dignitat de tots els creients),la relació entre la Revelació divina i la Tradició, la defensa de la llibertat religiosa, l'impuls de l'ecumenisme i la defensa de l'apostolat laic. Aquest concili no proclamà cap dogma, però les seves orientacions doctrinals i pastorals són d'extrema importància per a l'acció de l'Església al món modern. El 1968, Pau VI publicà l'encíclica Humanae Vitae, que tractava sobre diversos assumptes relacionats amb el valor de la vida, la procreació i la contracepció.

## Déu i la Santísima Trinitat

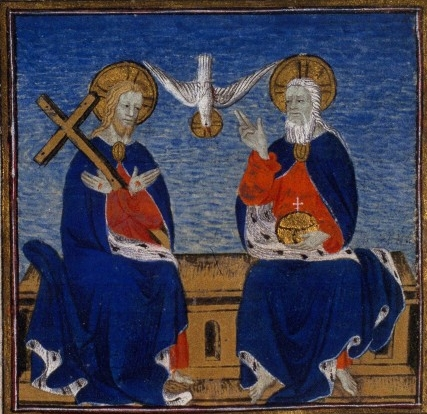
Miniatura medieval amb la representació clàssica de la Santíssima Trinitat, sent l'home més ancià el Pare, el més jove (amb una creu) el Fill i el colom, l'Esperit Sant.

L'Església Catòlica, com a part del cristianisme, creu en el monoteisme, que és la creença en un Déu únic. Pels catòlics, Déu és el creador de totes les coses i aconsegueix intervenir a la història, sent alguns dels seus atributs divins més importants l'omnipresència i l'omnisciència. A més d'aquests atributs, Déu és també referit al Nou Testament com la mateixa Veritat i el mateix Amor: Déu estima i vol salvar a totes les persones i que aquestes puguin establir una relació personal i filial amb ell mitjançant la pregària.
Però els catòlics també creuen en la Santíssima Trinitat, que és que Déu és un ésser únic però simultàniament tri, constituït per tres persones indivisibles: el Pare, el Fill i l'Esperit Sant, que estableixen entre si una comunió perfecta d'amor. Per a l'Església, aquest dogma central no viola el monoteisme. Aquestes tres persones eternes, malgrat de posseir la mateixa naturalesa,«són realment diferents, per les relacions que les referencien les unes de les altres: el Pare genera el Fill, el Fill és generat pel Pare, l'Esperit Sant procedeix del Pare i del Fill; però tots van existir sempre, no existint així cap jerarquia» entre tots tres.

### Déu Pare: creador del món
Déu Pare, la primera persona de la Trinitat, és considerat el pare perfecte perque estima i mai no abandonà els homes, els seus fills adoptius, volent sempre salvar-los i perdonar-los infinitament, des del moment en què es penedeixin de forma sincera. No va ser creat ni generat, i és considerat «principi i fi, principi sense principi» de vida, estant per això més associat a la creació del món. Però això no vol dir que les altres persones de la Trinitat no participessin també d'aquest important acte diví. El Credo de Nicea fa referència a Déu Pare:
Crec en un sol Déu, Pare totpoderós,
creador del Cel i de la terra,
de totes les coses visibles i invisibles

#### La creació del món i els àngels

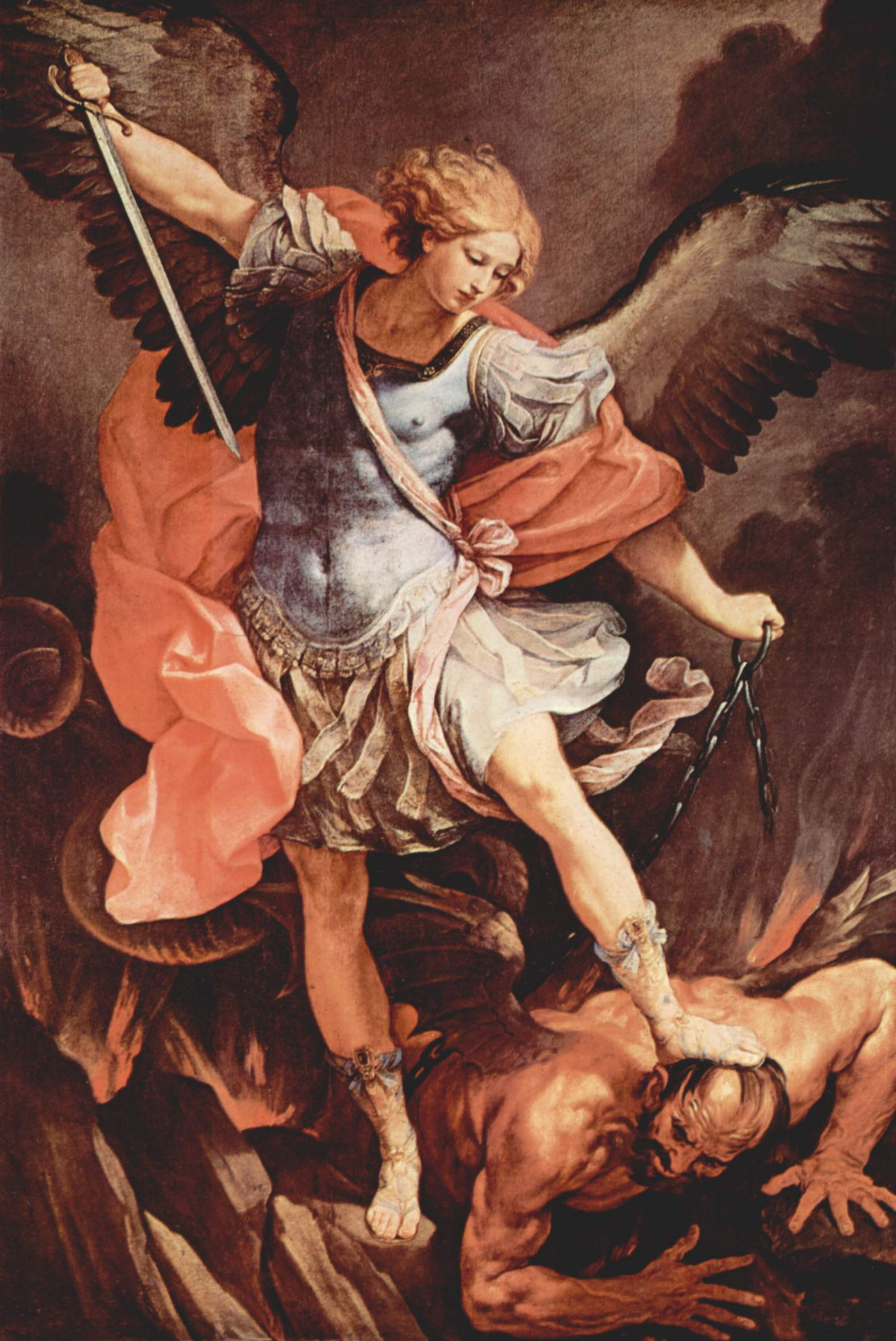
Sant Miquel Arcàngel derrotant a Satanàs.

El món, ordenat i estimat per Déu, és bo i va ser creat del no-res, perquè Ell pogués manifestar i comunicar la seva bondat, amor, bellesa i veritat. L'obra de la creació culmina en l'obra encara major de la Salvació, per això el final darrer de la creació, incloent-hi la humanitat, és que Déu, en Crist, «sigui tot en tots, en el seu Regne etern.
A més dels éssers materials, la creació està constituïda també pels àngels, que són éssers personals purament espirituals, invisibles, incorpòris, immortals i intel·ligents. Ells serveixen i obeeixen la voluntat de Déu. Segons Basili el Gran, «cadascun dels fidels té al seu costat un àngel com a protector i pastor, per conduir-lo a la vida», sent aquests protectors anomenats àngels de la guarda.
Segons la doctrina catòlica, el Gènesi, en narrar que el món va ser creat en sis dies per Déu, per damunt de tot vol revelar a la humanitat el valor dels éssers humans creats i la seva finalitat és la de la lloança i el servei a Déu, fixant-se especialment en el valor de l'home, que és el vèrtex de la creació visible. Després, l'Església Catòlica, corroborant la idea d'Agustí d'Hipona, admet la possibilitat que el món no hagi estat creat literalment en només sis dies.

#### Els dimonis i el mal

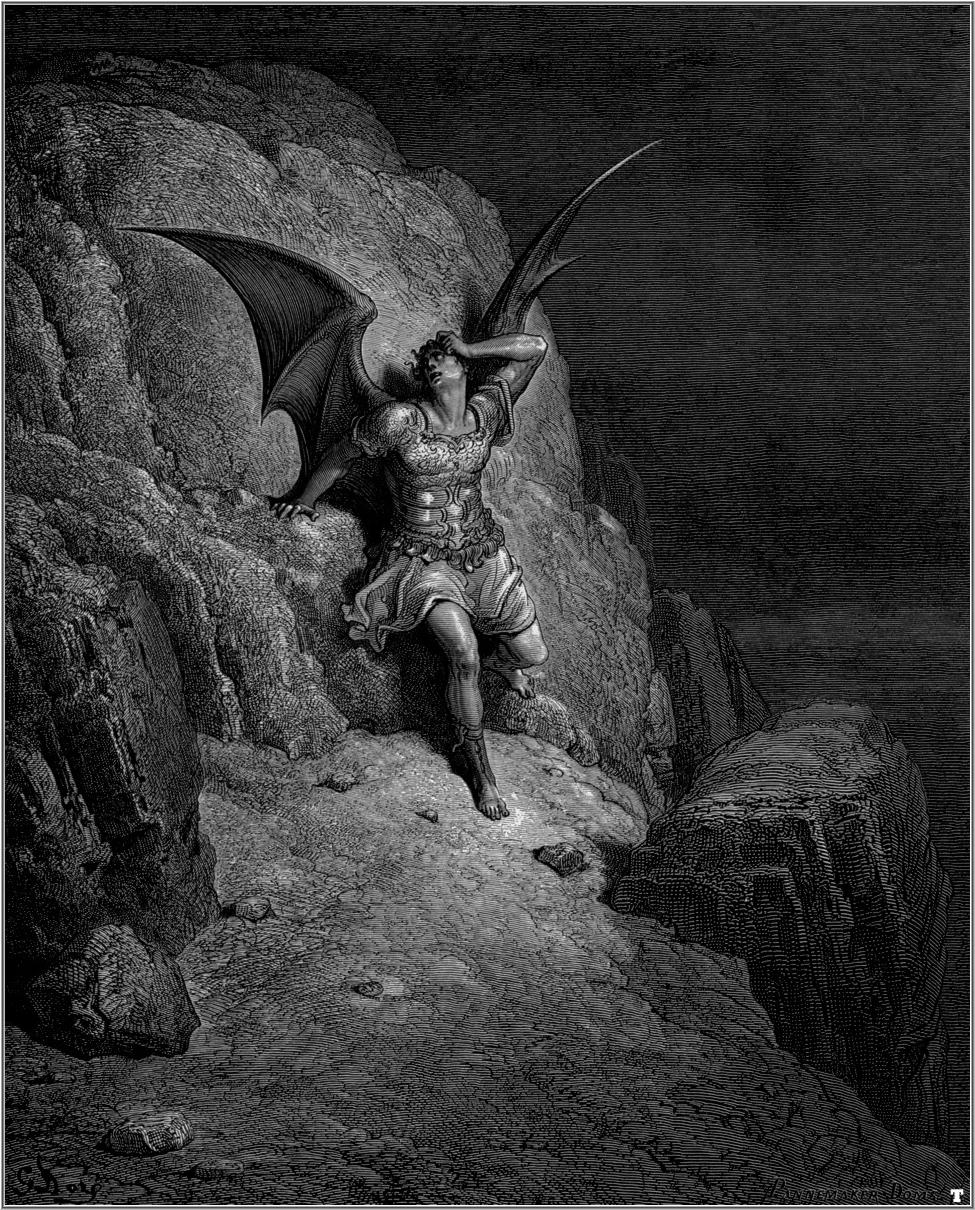
Satanàs, el major símbol del mal i de la perdició eterna

Al principi del món, tingué lloc la caiguda dels àngels, que va ser la rebel·lió d'un grup d'àngels liderats per Satanàs (o Llucifer). Ells, que havien estat creats bons per Déu, es transformaren en dimonis, perquè negaren lliurement a Déu i el seu Regne, originant així l'Infern. Ells, símbol del mal, busquen associar l'home a la seva revolta, però els catòlics creuen que Déu afirmà en Crist la seva victòria absoluta sobre el Mal, que es realitzarà plenament al final dels temps, quan el mal acabi per desaparèixer.
L'Església ensenya que el mal «és una certa falta, limitació o distorsió del bé» i és encara la causa del patiment humà, que està íntimament relacionat amb la llibertat humana. Els catòlics professen que l'existència del mal és un gran misteri, però tenen la certesa que Déu, sent bo i omnipotent, no pot ser mal la causa i origen del mal. Tenen fe que Déu «no permetria mai el mal amb el mateix mal no establiria el bé». L'exemple més destacat d'això seria la mort i resurrecció de Jesús, que, sent el mal moral més gran, portà la salvació per a la humanitat.

#### L'Home, la seva caiguda i el pecat original

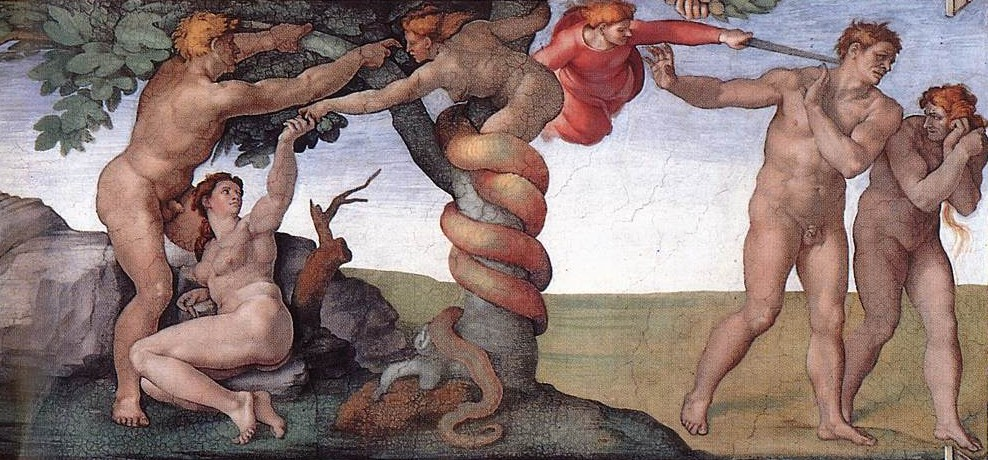
Adam i Eva, la primera parella humana sobre la terra, sent temptats pel Maligne i són expulsats del Paradís

L'Home va ser l'únic creat a imatge i semblança de Déu i, per això, no és un objecte, però sí una persona amb dignitat humana i «capaç de conèixer-se a si mateix, de donar-se lliurement i d'entrar en comunió amb Déu i amb les altres persones», sent per això cridat a la santedat i a la felicitat. Segons el Gènesi, que pot ser interpretat com una al·legoria, tot el gènere humà és descendent d'Adam i Eva. Ambdós posseeixen la mateixa dignitat i, al mateix temps, viuen en una «complementarietat recíproca pel que fa al masculí i al femení». Després, són cridats a formar un matrimoni indissoluble «d'una sola carn», per transmetre la vida humana i per administrar la Terra, d'ací la gran responsabilitat de l'home al pla de Déu.
Segons la perspectiva catòlica, l'home posseeix un cos mortal però una ànima immortal, que és creada directament per Déu. Per això, després de la mort, l'ànima tornarà a unir-se al cos, però només en el moment de la Resurrecció final. Segons el projecte inicial de Déu, els homes no havien de patir ni de morir; però Adam i Eva, en ser lliures, van sucumbir a la temptació del Diable, menjaren del fruit prohibit, desobeint així a Déu i volent tornar-se "com Déu, sense Déu i no segons Déu". Així, ells van perdre la seva santedat original i van cometre el seu primer pecat, donant origen al pecat original.
A més d'això, propagaren aquest pecat a tots els homes, que són els seus descendents, fent que tots haguessin de morir, a cometre molts pecats, a patir i ser ignorants. Però els catòlics creuen que Déu no abandonà l'home al poder de la mort i, per això, preanuncià misteriosament que el mal seria vençut. Això constituí el primer anunci de la vinguda de Jesús qui, entre moltes altres coses, instituí el baptisme per a la remissió dels pecats.

### Déu Fill: Jesucrist

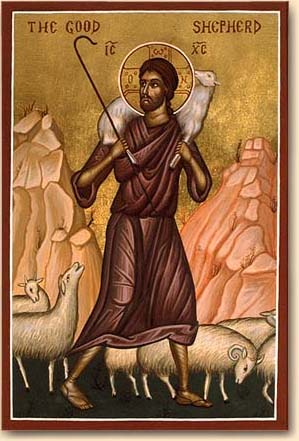
Jesús és representat en moltes ocasions caracteritzat com el Bon Pastor, que té cura de les seves ovelles fins al punt de donar la seva vida per elles.

Jesucrist és la figura central del cristianisme car, per voluntat de Déu Pare, s'encarnà (vingué a la terra) per anunciar la salvació i la bona nova a la humanitat, o sigui, per salvar-nos i reconciliar-nos amb Déu; perquè així coneguéssim l'amor de Déu, per tal de ser model de santedat i fer la humanitat partícip de la naturalesa divina. i per anunciar el Regne de Déu. Sant Atanasi, Pare i Doctor de l'Església, afirmà que Jesús, el «Fill de Déu, es va fer home per fer-nos Déu», o sigui, per convertir-nos sants com Déu.
Jesús, de l'hebreu Ieshua, que significa "Déu Salva", és el Messies o el Crist. Més específicament, Ell és consagrat per Déu Pare i ungit per l'Esperit Sant per a la seva missió salvadora. Ell, que baixà del Cel, va ser crucificat i després ressuscità, i és el serf que pateix que «dona la seva vida com a rescat per tothom». El Credo de Nicea fa aquesta referència vers Jesucrist:
Crec en un sol Senyor, Jesucrist, 

Fill Unigènit de Déu, 

nascut del Pare abans de tots els segles.

Déu nat de Déu, Llum resplendor de la Llum, 

Déu veritable nascut del Déu veritable, 

engendrat, no pas creat, de la mateixa naturalesa del Pare

per ell tota cosa fou creada.

El qual per nosaltres, els homes, i per la nostra salvació 

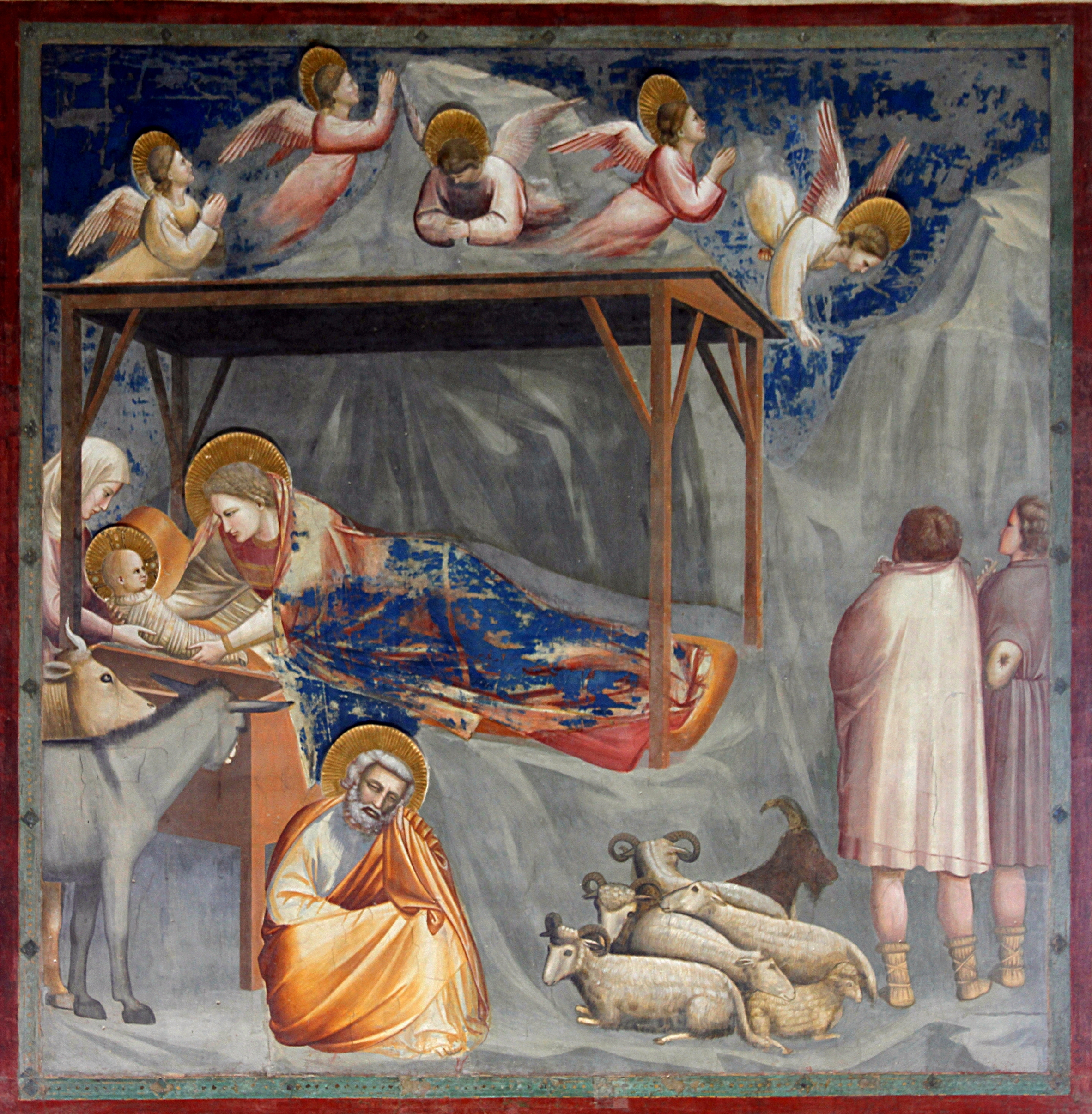
Jesús, nounat en un estable, és adorat pels pastors, persones pobres i humils.

davallà del cel.

I, per obra de l'Esperit Sant, 

s'encarnà de la Verge Maria, 

i es feu home.

Crucificat després per nosaltres 

sota el poder de Ponç Pilat; 

patí i fou sepultat, 

i ressuscità el tercer dia, 

com deien ja les Escriptures, 

i se'n pujà al cel, 

on seu a la dreta del Pare.

I tornarà gloriós

a judicar els vius i els morts, 

i el seu regnat no tindrà fi.

#### Naturalesa de Jesús i el seu naixement
La cristologia catòlica ensenya que Jesucrist és l'encarnació del Verb diví, Déu veritable i home veritable, Salvador i Bon Pastor de la Humanitat. És també el Fill unigènit de Déu, la segona persona de la Santíssima Trinitat, perquè, en el moment del Bautisme i de la Transfiguració, la veu del Pare designà a Jesús com el seu fill predilecte. De fet, Jesús es presenta a si mateix com el Fill que "coneix al Pare". Per això, Ell és l'únic i veritable Summe Sacerdot i mitjancer entre els homes i Déu Pare, arribant a afirmar que «Jo sóc el camí, la veritat i la vida. Ningú no va al Pare si no és per mi".
Jesús, sent Déu, es rebaixà de la seva condició divina per a ser un home, havent après, igual que les altres persones, moltes coses mitjançant la seva experiència i la seva intel·ligència humana, malgrat conèixer íntimament i plenament els designis eterns de Déu i després a
 la seva infinita saviesa. Segons la mariologia catòlica, Jesús va ser concebut virginalment en el si de Maria pel poder de l'Esperit Sant, Va néixer a Betlem, en temps d'Herodes i de l'emperador Romà Octavi August.
Jesús procedeix de Déu Pare, i és eternament consubstancial a Ell. No va ser creat pel Pare, però sí que va ser generat perquè s'encarnà, assumint així la seva naturalesa humana. Jesús és considerat el fill perfecte perquè subordinà la seva voluntat humana a la voluntat divina del Pare, que consisteix en la salvació de tota la humanitat. Per això, li és atribuïda la salvació del món.

#### Ministeri i ensenyament

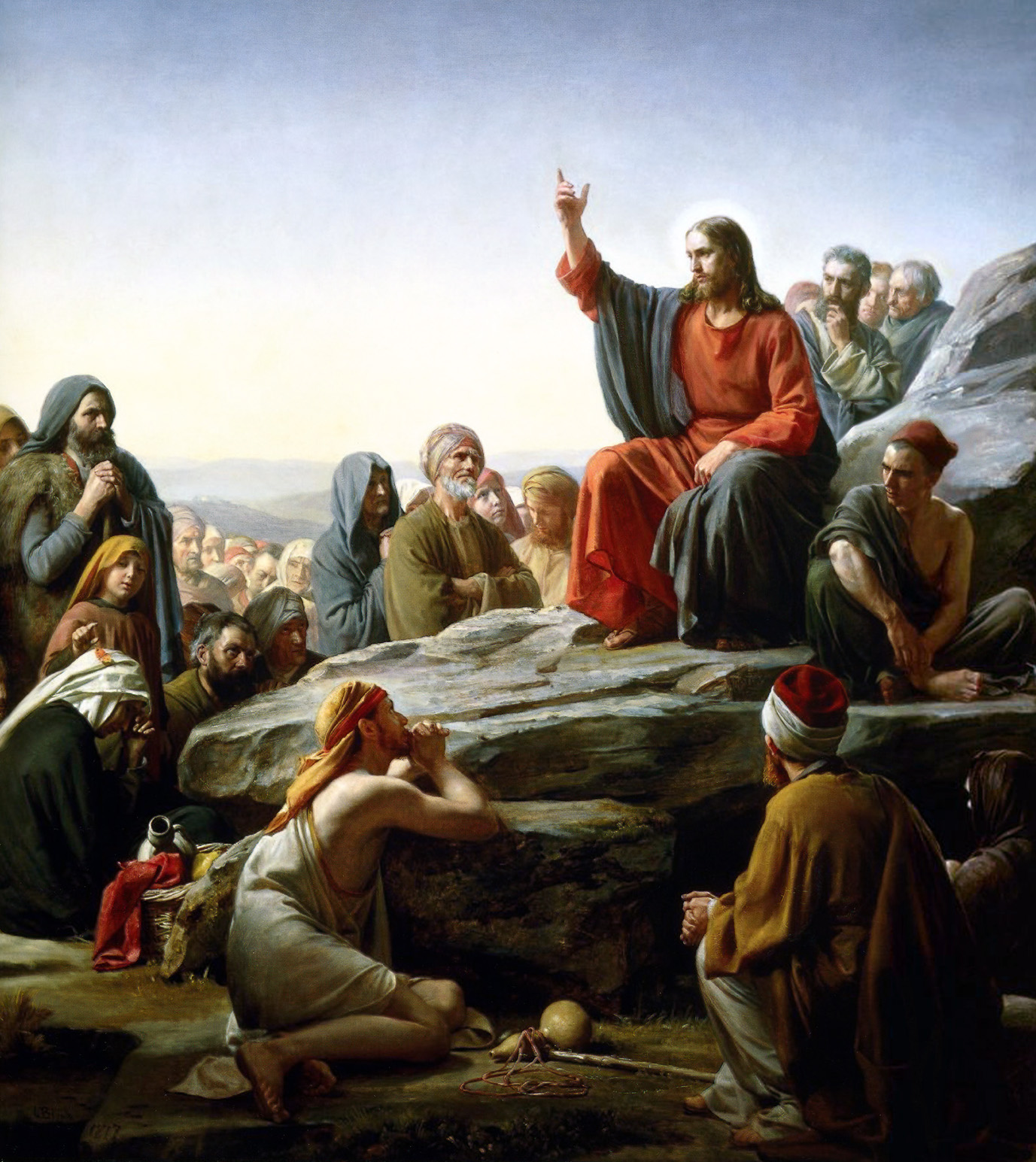
Al Sermó de la muntanya, Jesús (re)anuncià les Benaurances, el Pare nostre, el Regne de Déu i la Regla d'Or.

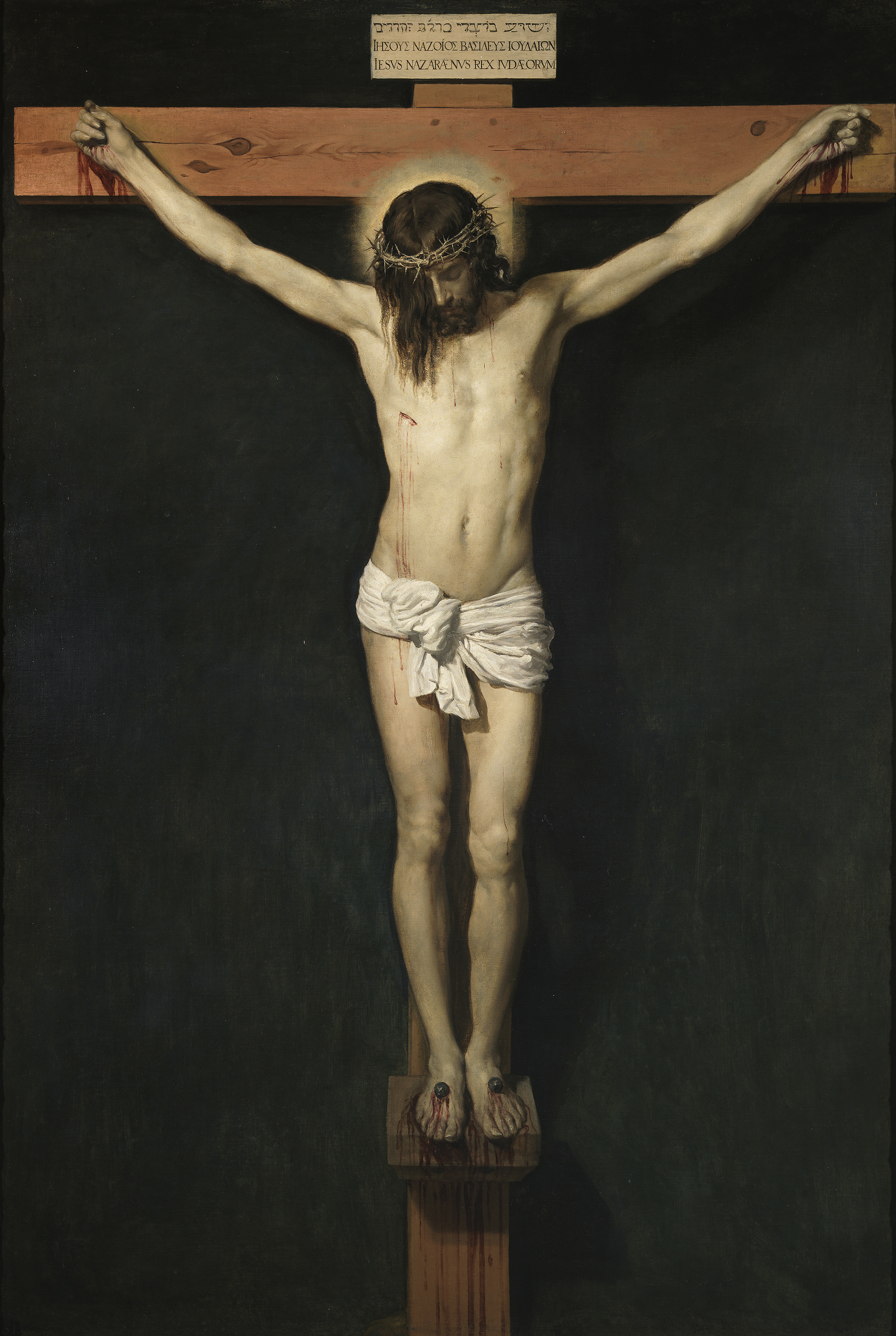
La crucifixió i mort de Jesús va ser part de la voluntat de Déu Pare per salvar els homes, mitjançant el sacrifici suprem redemptor de Jesús.

Durant el seu ministeri, es diu que Jesús realitzà diversos miracles, com caminar sobre les aigües, transformar l'aigua en vi, curacions, exorcismes i resurreccions de morts (com la de Llàtzer. Va recórrer diverses zones de Palestina, particularment Galilea, Samària, Judea i, especialment, Jerusalem.
En els seus sermons, Jesús ensenyà, entre altres coses, el Pare nostre, les Benaurances i insistí sempre que el Regne de Déu estava proper i que Déu estava preparant la Terra per a un nou estat de coses. Anuncià també que qui volgués formar part del Regne de Déu hauria de "tornar a néixer", penedir-se dels seus pecats, convertir-se i purificar-se. Jesús ensenyava també que l'amor, el poder i la gràcia de Déu eren molt superiors al pecat i a totes les forces del mal, insistint per això que el penediment sincer dels pecats i la fe en Déu poden salvar els homes.
També ordenà als seus deixebles a «Estimar el Senyor, el teu Déu, amb tot el cor, amb tota l'ànima i amb tot el pensament » i a «Estimar els altres com a tu mateix». Per a Jesús, aquests dos manaments constitueixen el resum de tota la Llei i tots els Profetes donant als homes un manament d'amor nou i radical: «Que us estimeu els uns als altres tal com jo us he estimat. Així, doncs, estimeu-vos els uns als altres»
Jesús alertà els seus deixebles que «Si m'estimeu, guardareu els meus manaments. El qui m'estima és el qui té els meus manaments i els guarda; i al qui m'estima, el meu Pare l'estimarà i jo també l'estimaré i em manifestaré a ell.» perquè «Déu és amor.»

#### Jesús i l'Antic Testament
Durant l'Antic Testament Déu, mitjançant els profetes, anuncià la vinguda del Messies perquè la humanitat i, especialment el poble escollit d'Israel, pogués reconèixer-lo quan vingués. L'Església ensenya que Jesús, sent el Messies, complí totes les profecies de l'Antic Testament sobre aquesta vinguda salvadora, incloent-hi les del profeta Isaïes.
Per tant, Jesús no va venir per superar, substituir o abolir els ensenyaments de l'Antic Testament, «sinó a dur-los a la plenitud ». Això vol dir que donà el sentit darrer i ple a les veritats revelades per Déu a l'Antic Testament, a més que Jesús, que portà simultàniament continuïtat i innovació, renovà també l'Aliança entre Déu i els homes, instaurant així el Nou Testament (o la Nova Aliança).

#### El misteri pasqual i la salvació

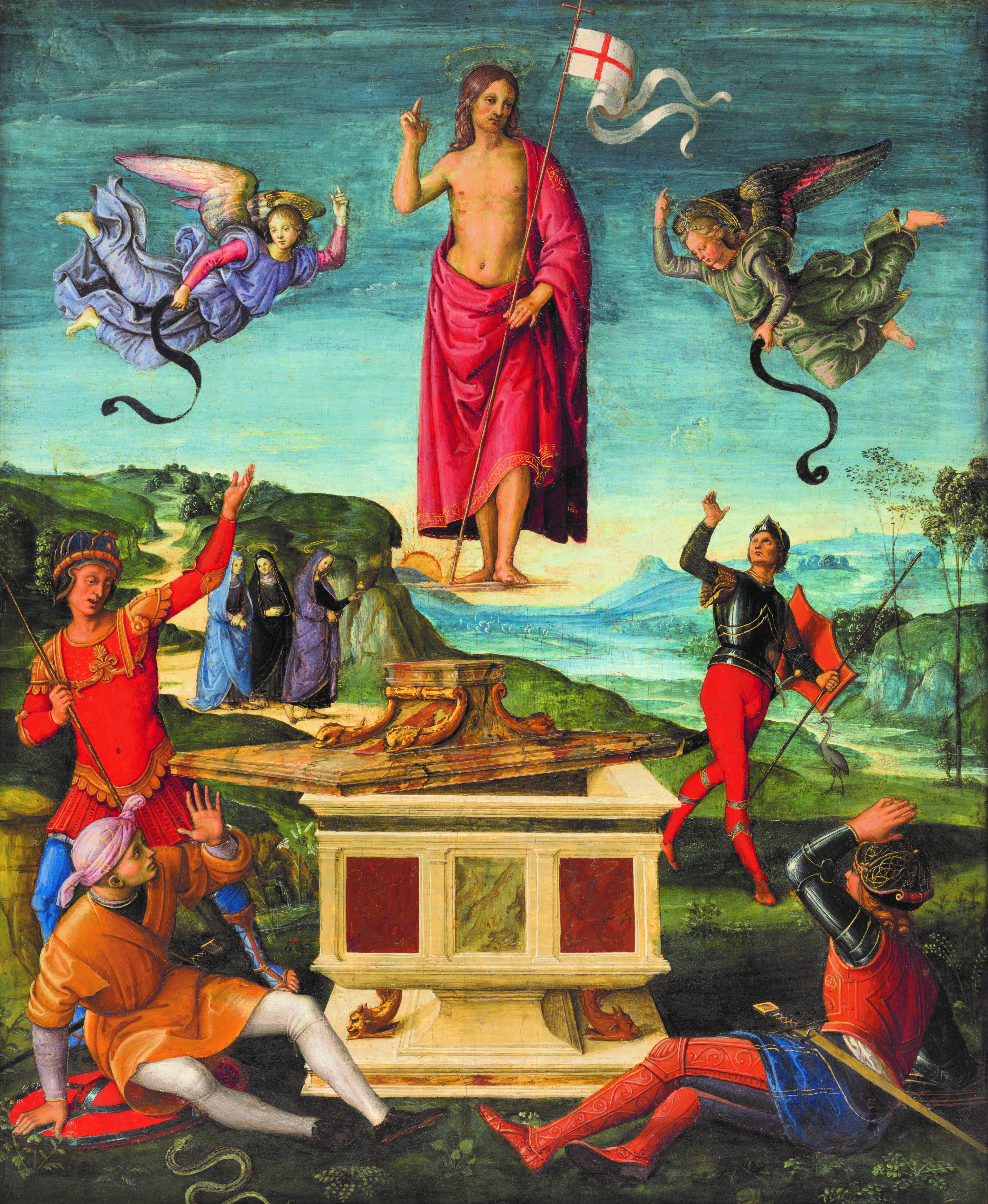
La Resurrecció de Crist simbolitza la victòria de Déu sobre el pecat, el mal i la mort.

Pels catòlics, Jesús estimà tant l'home que es lliurà incondicionalment i totalment per a ells, arribant al punt de sacrificar voluntàriament la seva pròpia vida a la creu per alliberar-lo del pecat i obrir-los en la plenitud el camí de la salvació i de la santedat. Va ser també Jesús que, en complir la voluntat de Déu Pare, derrotà el pecat i el mal mitjançant la seva mort redemptora a la creu. I per derrotar la mateixa mort, ressuscità al tercer dia després de la seva crucifixió a Jerusalem. Aquest fet dona als catòlics esperança que Jesús va garantir als homes "la gràcia de l'adoració filial que és la participació real en la seva vida divina" i també esperança que, en el dia del Judici Final, tots els homes seran ressuscitats per Déu.

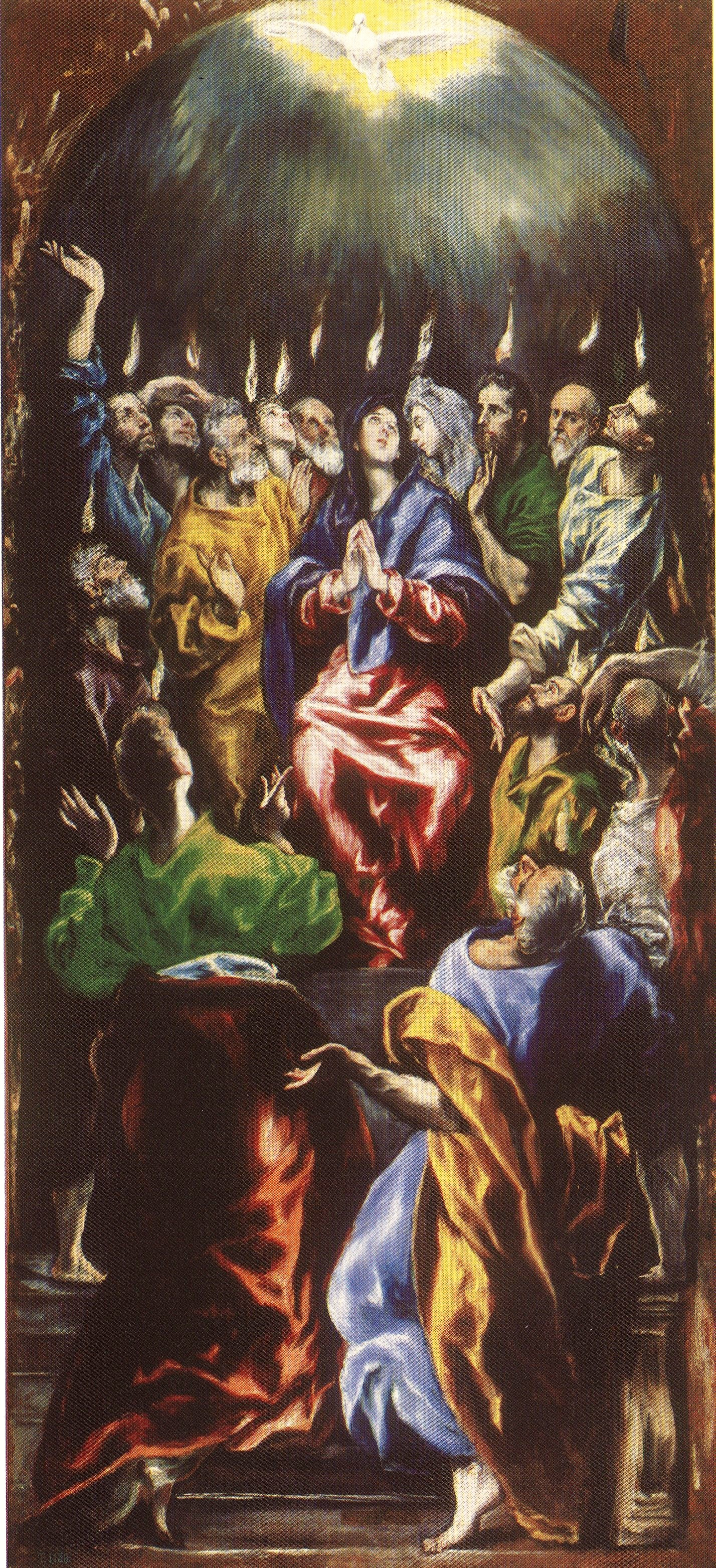
Pentecosta, on l'Esperit Sant descendí sobre els dotze apòstols.

Després de la Seva resurrecció, Jesús continua a la terra durant quaranta dies amb els apòstols, encara transmetent-los ensenyaments i confirmant que en general ells i l'Església rebessin l'Esperit Sant, quelcom que tingué lloc a Pentecosta. Després d'aquest període de quaranta dies, Jesús ascendí als cels, però continua actualment misteriosament a la terra, on el seu Regne ja està present com a germen de l'Església fundada i encapçalada per Ell. També està present al sagrament de l'Eucaristia. Al dia del Judici Final, que coincideix amb la realització final del seu nou Regne, Jesús tornarà en glòria, però la data precisa d'aquest fet ningú no la sap.

### Déu Esperit Sant: el guardià de l'Església
L'Esperit Sant prové del Pare i del Fill i, malgrat ser invisible, personalitza l'amor íntim i infinit de Déu sobre els homes. Es manifestà inicialment en el bateig de Jesús i es revelà plenament el dia de Pentecosta, cinquanta dies després de la resurrecció de Crist. El va ser comunicat i enviat als cors dels fidels mitjançant els sagraments, perquè rebessin la vida nova de fills de Déu i estiguessin íntimament units amb Jesús en un sol Cos Místic. L'Esperit Sant, que és el mestre de l'oració, va ser enviat per Jesús per guiar, animar i santificar l'Església i perquè ella doni testimoni i interpreti correctament la Revelació divina.
Amb relació a Maria, l'Esperit Sant l'omplí de gràcia, concebent a Jesús en el si d'aquesta dona verge, per això l'Esperit va fer d'ella la Mare de Crist i, com que Crist és el mateix Déu encarnat, també la Mare de Déu. També inspirà els profetes de l'Antic Testament perquè parlessin en nom de Déu, sent aquestes profecies plenament realitzades en Crist, qui revelà l'existència de l'Esperit Sant, la persona divina que l'ungí i el consagrà Messies.
Resumint, se li atribuí a l'Esperit Sant, la tercera persona de la Trinitat, la santificació de l'Església i del món amb la gràcia divina i els seus dons. El Credo de Nicea es refereix així a l'Esperit Sant:
Crec en l'Esperit Sant,

que és Senyor i infon la vida,

que procedeix del Pare.

I juntament amb el Pare i el Fill

és adorat i glorificat;

que parlà per boca dels profetes

## L'oració
La pregària o, simplement, l'acció de parlar amb Déu, és una gràcia de Déu que permet l'establiment d'una relació personal, amorosa i filial dels homes amb Déu, que va a l'encontre dels homes i habita als seus cors. A la pregària, el creient eleva l'ànima a Déu per lloar-lo i/o demanar-li a Déu béns d'acord amb la seva voluntat. L'Església Catòlica creu que "la fe i l'oració són forces que poden influir en la història" i que poden canviar així el destí de la humanitat.
Un dels requisits previs de l'oració és creure en un Déu personal i en la possibilitat de contactar directament amb ell, sent per això l'expressió més espontània de la nostra recerca incessant de Déu, qui simultàniament ens crida. Per tant, l'oració és «la trobada de la set de Déu i de la nostra. Déu té set que nosaltres tinguem set d'ell.»

### L'oració a l'Antic i al Nou Testament

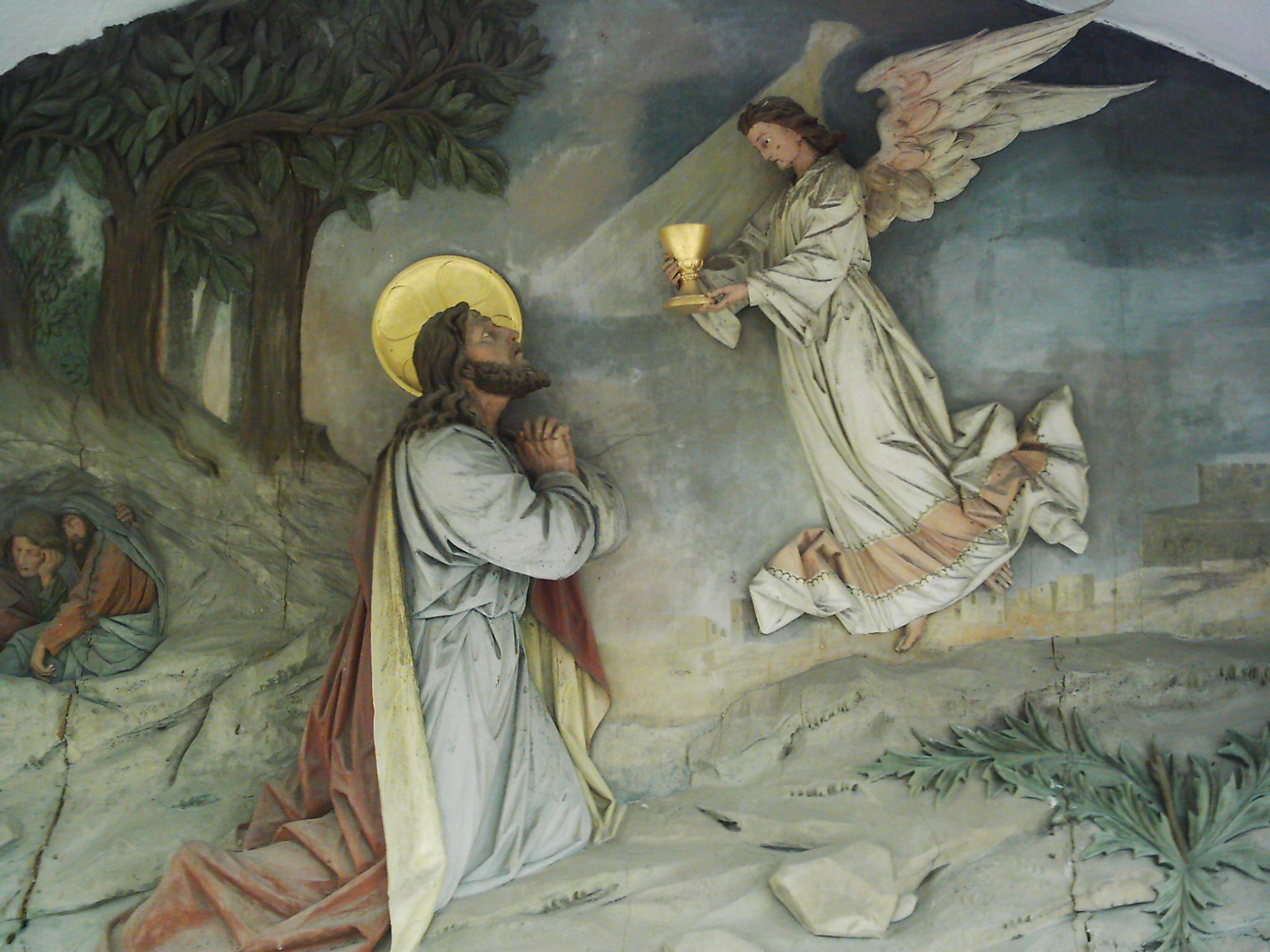
Jesús resant a l'hort de les Oliveres, demanant ajut i força a Déu Pare, fins i tot abans de ser traït per Judes Iscariot.

A l'Antic Testament, l'oració ja està present, com per exemple en els diversos episodis de personatges bíblics (especialment Abraham, Moisès, David, Isaïes, etc.) i del mateix poble de Déu, sent els Salms un exemple de la seva expressió. Ja al Nou Testament, Jesús, tot i estar en íntima comunió amb Déu Pare, és considerat el model perfecte i mestre d'oració, pregant molt al Pare, principalment als moments més importants de la seva vida, des del seu baptisme al Jordà fins a la seva mort al Calvari.
Jesús de Natzaret, a més d'ensenyar el Pare nostre, ensenyà també als seus deixebles a pregar amb devoció i persistència, transmetent-los les disposicions necessàries per a una veritable oració. Jesús els garantí també que serien escoltats sempre que preguessin bé, car l'oració humana «està unida a la de Jesús mitjançant la fe. En ella, l'oració cristiana es transforma en comunió d'amor amb el Pare». De fet, és el mateix Jesús qui mana que resin: «demaneu i rebreu, i la vostra joia serà completa»

### L'oració a la vida de l'Església
L'Esperit Sant és el mestre interior de l'oració cristiana, perquè fa pregar molt a l'Església i a entrar en contemplació i unió amb l'insondable misteri del Crist. Per això, l'oració és indispensable al progrés espiritual de l'Església i de cadascun dels catòlics. Després, a poc a poc, la litúrgia es va anar desenvolupant i es convertí en l'oració oficial de l'Església, amb un èmfasi especial en la Litúrgia de les Hores i en la Missa. Al mateix temps, la litúrgia se centra en l'Eucaristia, que és un sagrament que expressa totes les formes d'oració. A més de la litúrgia, en el transcurs dels temps es desenvoluparen també els actes de pietat popular, practicats individualment o en comunitat.
Malgrat que tota l'oració té com a destí final la Santíssima Trinitat, això no impedeix als creients tenir devoció i pregar a la Mare de Déu, als àngels i als sants com a intercessors al costat de Déu. Per un altre costat, a l'Església li agrada pregar a Maria, perquè ella és considerada com la pregant perfecta i la millor indicadora del camí vers el seu fill Jesús, o l'únic mitjancer entre els homes i Déu. Oracions com l'Ave Maria o el rosari són exemples d'això.
L'oració, que pressuposa sempre resposta decidida per part de qui resa, és també considerada com un combat contra si mateix, contra l'ambient i contra Satanàs, qui intenta de totes totes retirar al creient de l'oració, mitjançant la distracció, la mandra, les dificultats i els aparents fracassos.

### El Pare nostre: la síntesi de l'Evangeli

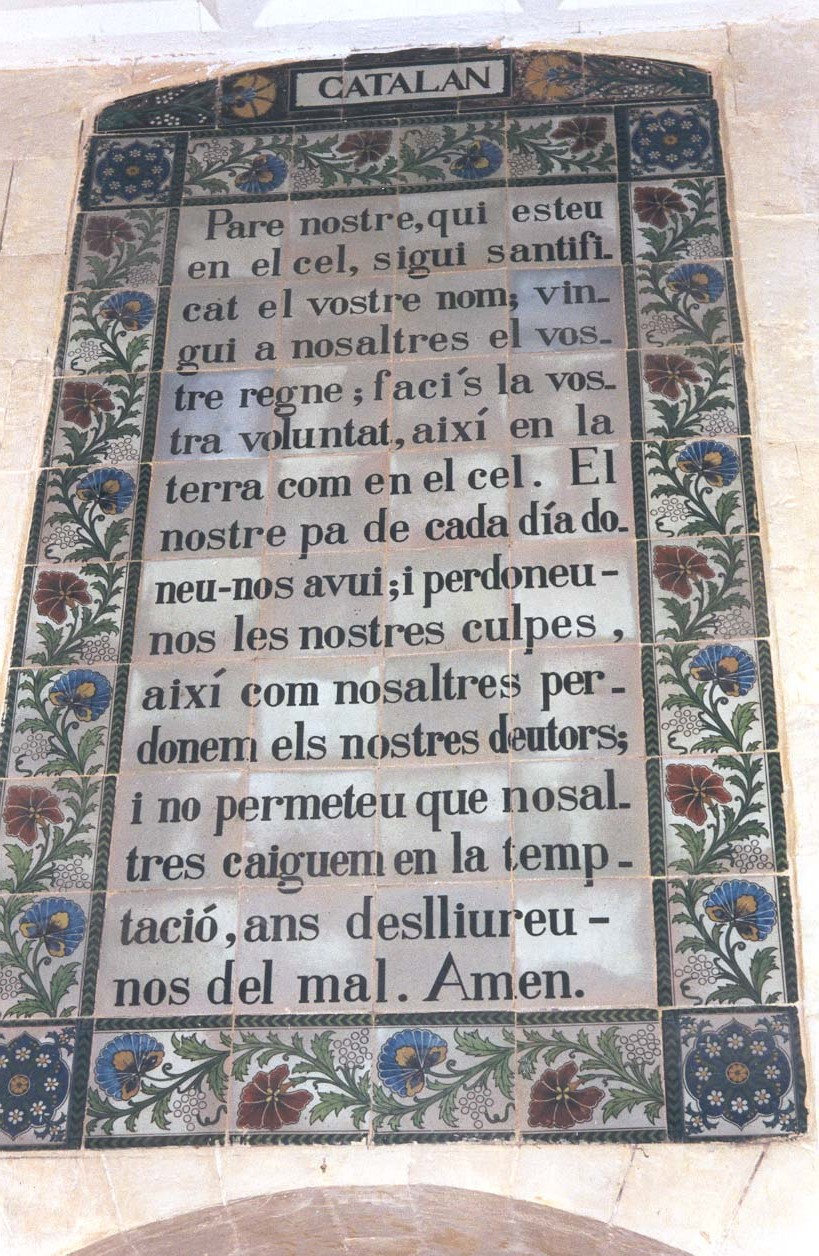
El "Parenostre" en català a l'església homònima de Jerusalem.

Al Sermó de la muntanya, Jesús ensenya el Pare nostre, que segons Tertulià és "la síntesi de tot l'Evangeli», o "l'oració perfectíssima" segons Tomàs d'Aquino. Al Pare nostre, els cristians demanen les 7 peticions a Déu Pare, que són la santificació del Nom de Déu, l'arribada del Regne de Déu, la realització de la voluntat de Déu, l'aliment quotidià, el perdó diví dels pecats i la possibilitat de deslliurar-se de les temptacions i del Maligne. Els catòlics creuen que aquestes set peticions seran completament realitzades a la Parusia.
A més d'aquestes peticions, el Pare nostre, que forma part de la litúrgia, revela també a la humanitat la seva relació especial i filial amb Déu Pare. A partir d'aquí, els homes poden invocar a Déu com a Pare, «car Ell ens va ser revelat pel seu Fill fet home i perquè el seu Esperit ens el fa conèixer (...) Al resar l'oració del Senyor, som conscients i amb absoluta confiança que som fills de Déu» i de ser estimats i curats per Déu Pare.

## L'Església: Cos de Crist i llavor del Regne de Déu

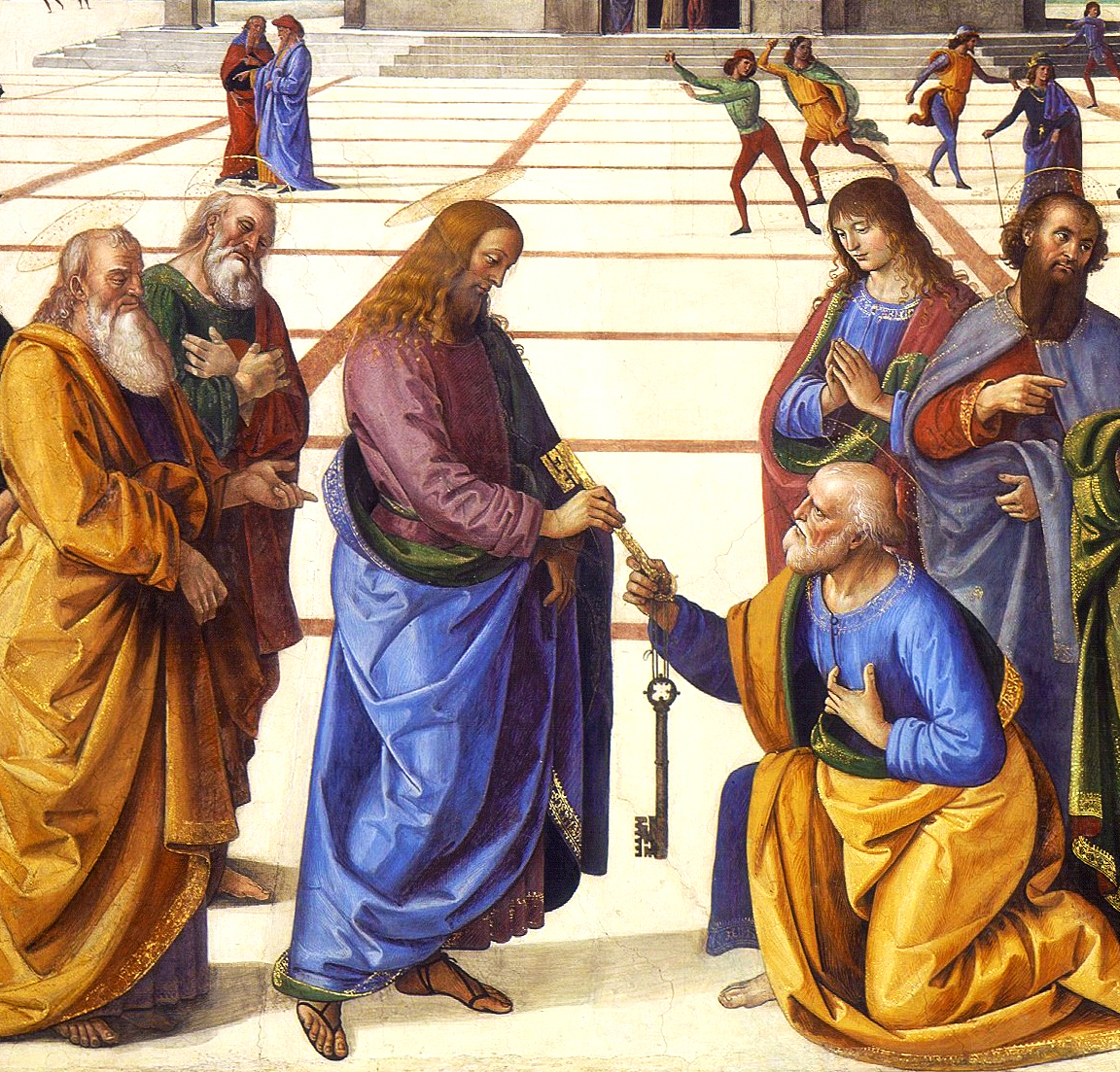
Jesús dona les claus del Regne de Déu a l'Església, encapçalada per l'apòstol Pere i, conseqüentment, a tots els Papes i bisbes, que són els successors dels apòstols.

L'Església és una assemblea constituïda pel poble de Déu, que són tots aquells que, per la fe i pel Baptisme, es converteixen en fills de Déu, membres de Crist i temples de l'Esperit Sant. Els catòlics creuen que l'única Església fundada i encapçalada per Jesucrist «com a societat constituïda i organitzada al món, subsisteix a l'Església Catòlica, governada pel successor de Pere i pels bisbes en comunió amb ell.» Segons la tradició catòlica, l'Església es basa en l'apòstol Pere, a qui Crist prometé la primacia, en afirmar que «sobre aquesta pedra edificaré la meva Església, i les forces del reialme de la mort no la podran dominar. Et donaré les claus del Regne del cel; tot allò que lliguis a la terra quedarà lligat al cel, i tot allò que deslliguis a la terra quedarà deslligat al cel.»
L'Església de Crist és la titular a la plenitud dels set sagraments i dels altres mitjans necessaris per a la salvació, lliurats per Jesús a l'Església. Tot això per a poder reunir, santificar, purificar i salvar tota la humanitat i per a anticipar la realització del Regne de Déu, la llavor del qual és necessàriament l'Església. Per aquest motiu, l'Església, guiada i protegida per l'Esperit Sant, insisteix en la seva missió d'anunciar l'Evangeli a tots, tasca també ordenada pel mateix Jesús: «Aneu, doncs, a tots els pobles i feu-los deixebles meus, batejant-los en el nom del Pare i del Fill i de l'Esperit Sant» L'Església, mitjançant els sagraments del baptisme i de la reconciliació, també té la missió i el poder de perdonar els pecats.
Al Credo de Nicea s'atribueixen a l'Església les propietats «d'una, santa, catòlica i apostòlica» A més, també rep els noms «d'esposa de Crist», «Temple de l'Esperit Sant» i «Cos de Crist». Aquest títol es basa en la creença que els fidels estan units íntimament a Crist, per mitjà de l'Esperit Sant, sobretot mitjançant el sagrament de l'Eucaristia.

### Organització jeràrquica i regional

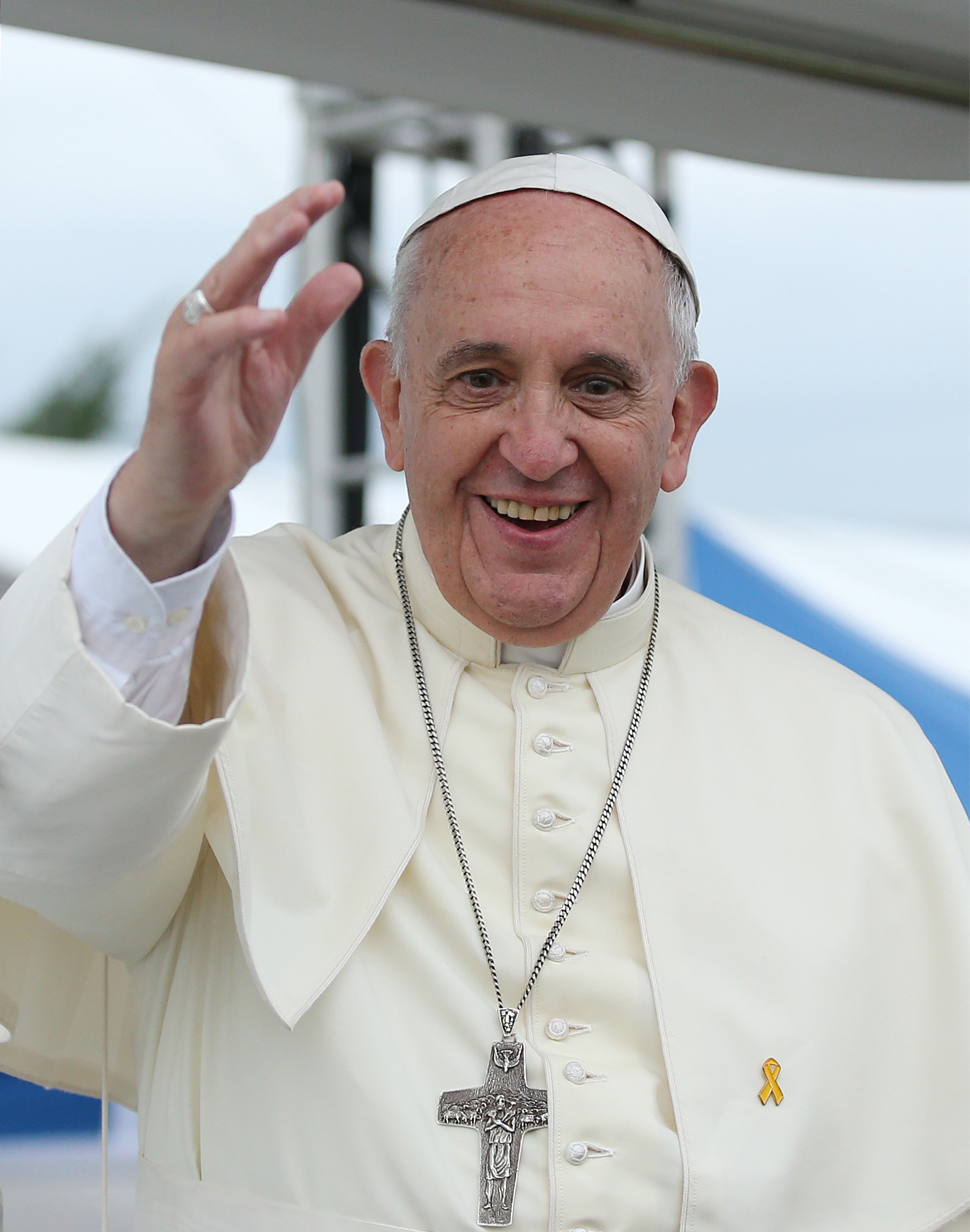
El Papa Francesc, cap actual de l'Església Catòlica

L'Església Catòlica està regida pel Codi de Dret Canònic i constituït per 23 esglésies particulars autònomes sui juris (l'Església Llatina i les 22 Esglésies Catòliques Orientals) que, alhora, estan constituïdes per una o més circumscripcions eclesiàstiques.
L'Església Catòlica està formada pel clergat i pels laics, podent aquests dos grups tenir també com a membres les persones consagrades, que normalment s'agrupen en ordes religiosos o en instituts seculars. L'Església disposa d'una jerarquia ascendent, basada en els tres graus de l'orde sacerdotal (el diaconat, el presbiterat i l'episcopat, que va des del simple diaca fins al Papa, que és el cap i pastor de l'Església. Considerat el Vicari de Crist a la Terra i el "perpetu i visible principi i fonament de la unitat de l'Església", el Papa és elegit pel col·legi cardenalici. L'Església defèn que tots els seus bisbes (que reben l'ajut dels preveres i dels diaques) són els successors dels apòstols, sent el Papa el successor directe de l'Apòstol Pere. D'ací l'autoritat i la primacia de què gaudeix el Papa.
L'Església Catòlica creu que els seus ministres sagrats són icones de Crist, i tots són homes, car els dotze apòstols eren homes i Jesús, en la seva forma humana, també va ser un home. Però això no vol dir que el paper de la dona a l'Església sigui menys important, sinó que és diferent. Exceptuant en casos referents als diaques i als pares ordenats per les Esglésies Catòliques Orientals i pels ordinariats personals pels anglicans, tot el clergat catòlic està obligat a observar i a complir el celibat. A les esglésies orientals, el celibat només és obligatori pels bisbes, que són escollits entre els preveres celibataris.

### Culte catòlic

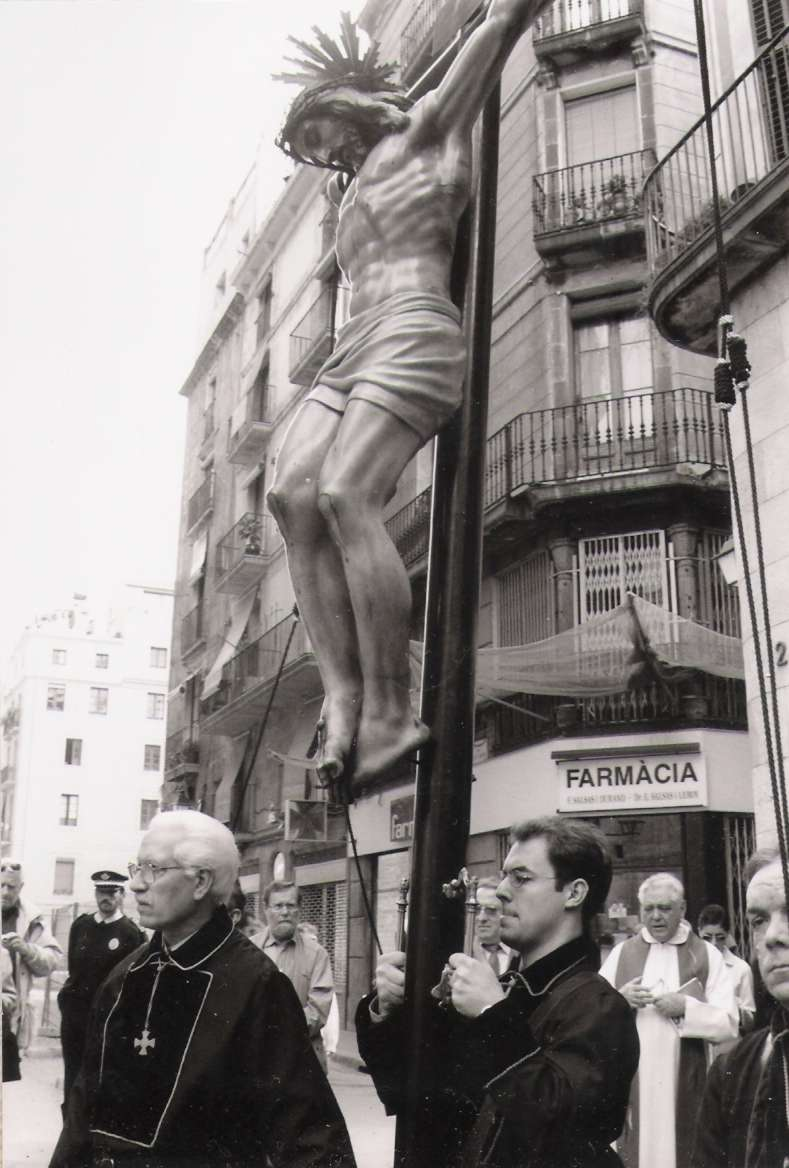
Portants del Sant Crist en la processó del Via Crucis el Divendres Sant, una de les innombrables expressions de pietat popular.

A l'Església Catòlica, a més del culte d'adoració a Déu (latria), existeix també el culte de veneració als sants (dulia) i a la Mare de Déu (hiperdulia). Aquests dos cultes, sent la latria el més important, són ambdós expressats mitjançant la litúrgia, que és el culte oficial de l'Església, així com mitjançant la pietat popular, que és el culte privat dels fidels.
Dins de la pietat popular, es destaquen indubtablement les devocions i la pregària quotidiana; en tant que a la litúrgia destaca la missa (d'assistència obligatòria i les festes de guardar) i la Litúrgia de les Hores.
L'Església també permet la veneració d'imatges i de relíquies sagrades. Malgrat que la pietat popular sigui, en certa manera, facultativa, és molt important pel creixement espiritual dels catòlics.

#### Litúrgia
La litúrgia és la celebració pública i oficial del Misteri de Crist i, en particular, del seu Misteri Pasqual, sent per això la principal activitat de l'Església i la font de la seva força vital. Mitjançant aquest servei de culte cristià, els catòlics creuen que Crist segueix l'obra de la salvació a la seva Església, amb ella i mitjançant ella. En presència i actuació de Jesús s'asseguren eficaçment mitjançant els set sagraments, amb una atenció especial vers l'Eucaristia, font i culminació de la vida cristiana, car a l'Eucaristia, on Jesús està presencialment, renova i perpetua el sacrifici de Jesús a la creu per tots els temps fins a la Parusia. Per això, tota la litúrgia se centra en la celebració eucarística (o missa).
Jesús, com a Cap, celebra la litúrgia amb els membres del seu Cos, o sigui, la seva "Església celeste i terrestre", constituïda per sant i pecadors, pels habitants de la Terra i del Cel. D'aquesta manera «en la celebració dels sagraments, tota l'assemblea és "litúrgica", cadascú segons la seva funció, però en "la unitat de l'Esperit" que actua en tots»: els batejats s'ofereixen en sacrifici espiritual, els bisbes i preveres actuen en la persona de Crist Cap, representant-lo a l'altar. D'ací que només els clergues (llevat dels diaques) puguin celebrar i conduir la Missa, incloent-hi la consagració de l'Hòstia.
Tota la litúrgia se centra en el diumenge i a la Pasqua anual. Malgrat de celebrar l'únic Misteri de Crist, l'Església Catòlica té moltes tradicions litúrgiques diferents, a causa del seu encontre amb els diversos pobles i cultures. Això constitueix un dels motius de l'existència de 23 "Esglésies sui juris" que componen l'Església Catòlica, totes elles amb una tradició teològica, litúrgica, històrica i cultural diferents entre si.

### Els sagraments

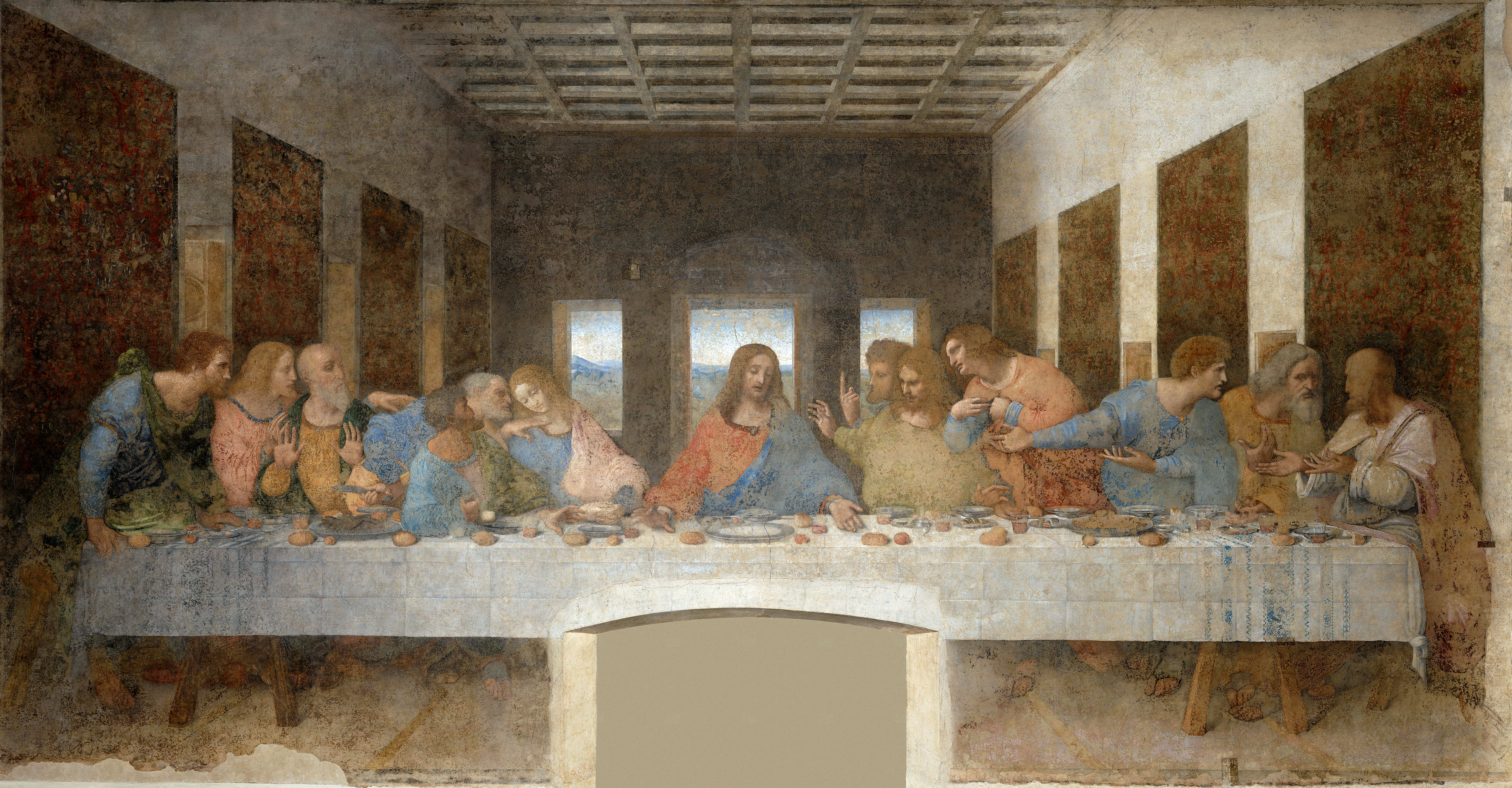
Al Sant Sopar, Jesús instaurà el sagrament de l'Eucaristia.

L'Església Catòlica creu que els set sagraments van ser instituïts per Jesucrist i confiats a l'Església durant el seu ministeri, com a senyals sensibles i eficaços mitjançant els quals es concedia la vida i la gràcia divina a tots aquells que els reben. L'administració dels sagraments és independent de la santedat personal del ministre, tot i que els fruits dels sagraments depenen de les disposicions del qui els rep. Sobre els sagraments, sant Lleó Magne va dir que «allò que era visible en nostre Salvador passà pels seus sagraments».
En celebrar-los, l'Església Catòlica alimenta, expressa i fortifica la seva fe, sent per això els sagraments una part integrant i inalienable de la vida de cada catòlic i fonamentals per a la seva salvació. És perquè confereixen al creient la gràcia divina, els dons de l'Esperit Sant, el perdó dels pecats, la conformació a Crist i la pertinença a l'Església, que els totna capaços de viure com a fills de Déu en Crist. D'ací la gran importància dels sagraments a la litúrgia.

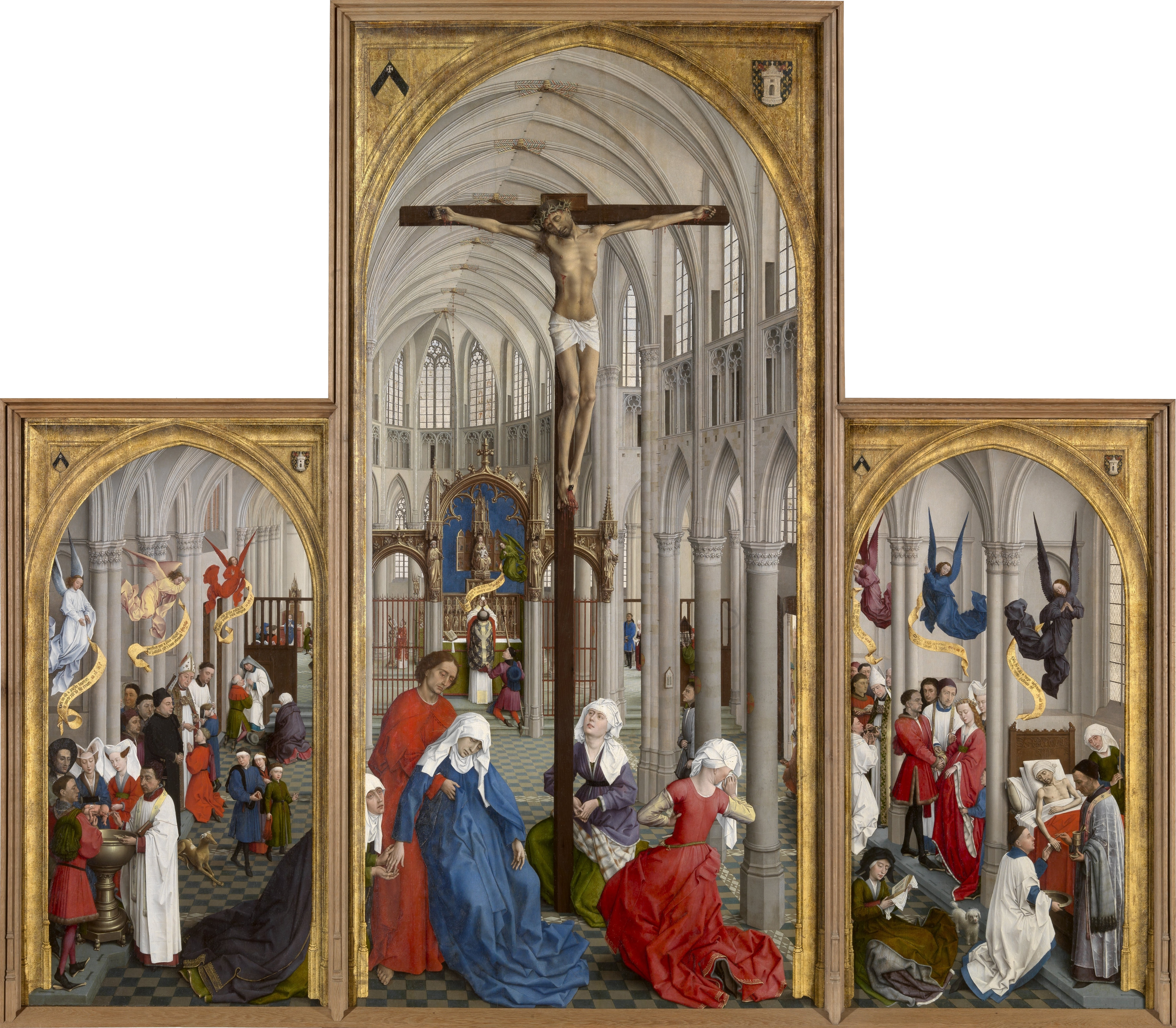
Els set sagraments representats a una pintura del segle XV

Els sagraments marquen les diverses fases importants de la vida cristiana, i estan dividits en tres categories:
- els sagraments de la iniciació cristiana (baptisme, confirmació i eucaristia), que posen els fonaments de tota vida cristiana: «la participació en la natura divina, donada als homes una certa analogia amb l'origen, el creixement i el manteniment de la vida natural. Nascuts a una vida nova pel Baptisme, els fidels són efectivament enfortits pel sagrament de la Confirmació i reben en l'Eucaristia el pa de la vida eterna»[233]
- Els sagraments de la guarició (Penitència i Unció dels malalts), que possibiliten a l'Església la curació i l'enfortiment de la nova vida donada per Jesús mitjançant els sagraments de la iniciació cristiana, car que pot ser afeblir-se i fins i tot perdre's pel pecat.[234]
- Els sagraments del servei de la comunió (Orde Sacerdotal i Matrimoni), ordenats a la salvació del proïsme. També contribueixen la salvació personal, però ho fan a través del servei dels altres. Confereixen una missió particular en l'Església i serveixen per a l'edificació del Poble de Déu. En aquests sagraments, el qui ja han estat consagrats pel baptisme i la confirmació per al sacerdoci comú de tots els fidels, poden rebre consagracions particulars: els qui reben el sagrament de l'Orde són consagrats per a ser, en nom de Crist, «per la paraula i la gràcia de Déu, els pastors de l'Església». Pel seu costat, «els esposos cristians són enfortits, podríem dir "consagrats", per un sagrament exprés amb vista dels deures i la dignitat del seu estat.»[235]

Sant Tomàs d'Aquino afirmà que «tots els sagraments estan ordenats per a l'Eucaristia com pel seu fi». A l'Eucaristia es renova el misteri pasqual de Crist, actualitzant així la salvació de la Humanitat. També a l'Eucaristia, on Crist està presencialment dins d'ella, l'acció santificadora de Déu en favor dels homes i el culte humà vers Ell assoleixen el seu cimal.

## Salvació i santedat

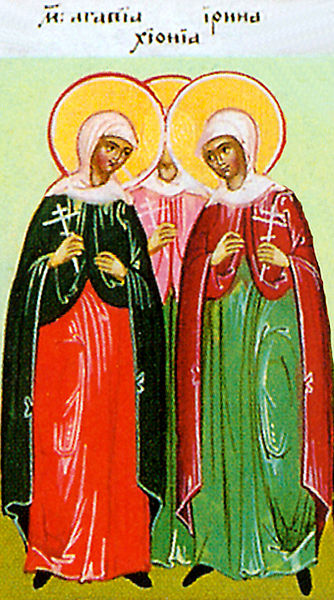
Els sants són models de santedat i de virtut per a ser seguits pels fidels.

Segons la soteriologia catòlica, la salvació, que és oferta per Déu, té lloc després de la mort al Cel. Aquesta salvació, que conduirà l'home a la santedat, a la felicitat suprema i a la vida eterna, ha d'obtenir-se mitjançant la fe en Jesucrist i de la pertinença a l'Església fundada i encapçalada per Ell.
El camí de santificació del cristià comença en el moment del seu baptisme, quan rebé la gràcia santificant, i s'ha d'assolir amb l'ajut dels mitjans de salvació organitzats per l'Església. Aquesta progressió, que recerca també la perfecció, ha d'estar sempre motivada per l'esperança de la salvació i animada per la caritat. La caritat cristiana es tradueix en la realització dels ensenyaments cristians (que es resumeixen en els manaments de l'amor) i en la pràctica de les bones obres, que expressen la fe en Crist i eliminen les penes temporals causades pel pecat. Aquesta postura i acció del catòlic i de l'Església contribueix també a la construcció d'un món millor i per a l'acceleració de la realització del Regne de Déu a la Terra.
Els catòlics creuen que aquest camí espiritual acabarà en la resurrecció final. Al nou Regne de Déu, cada sant o salvat gaudirà eternament, en íntima unió amb la Santíssima Trinitat, la vida eterna, la «visió de Déu, cara a cara», i la plenitud de la felicitat i de la santedat. Per aquest motiu, tots són cridats a la «plenitud de la vida cristiana i a la perfecció de la caritat», que és justament la definició de la santedat.

### Justificació, gràcia, misericòrdia, mèrit i llibertat

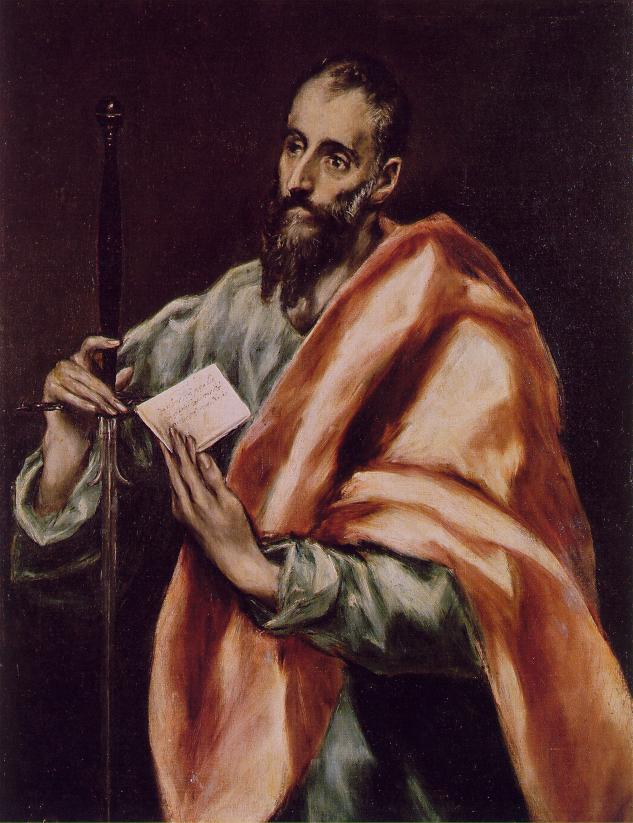
Pau de Tars contribuí molt en el desenvolupament del concepte de la justificació.

A causa del pecat i de la caiguda de l'home, tots els homes han de morir. Però Déu volgué reconciliar-se amb els homes i salvar-los, enviant per això el seu Fill perquè Ell morís pels pecadors. Després, a partir d'això, tots els pecats dels homes, en el passat i el futur, seran perdonats per Déu, en el moment en què els homes es penedeixin de manera lliure i sincera.
En altres termes, la salvació es deu a la justificació, que és la iniciativa i l'acció de misericòrdia i gratuïta de Déu de concedir la salvació a la humanitat. Aquesta acció sobrenatural cancel·la els pecats, mitjançant la gràcia salvadora de l'Esperit Sant, que va ser merescuda per la Passió de Crist i donada als homes en el baptisme. Per a més de la gràcia santificant, que justifica i divinitza els homes, existeixen també les gràcies actuals, les gràcies sacramentals i les gràcies especials (o carismes).
La gràcia és un do sobrenatural o socors gratuït que Déu concedeix als homes, perquè siguin capaços d'actuar per amor a Ell, per concedir-los tots els béns (espirituals o materials) necessaris per a la seva existència i també perquè siguin fills de Déu i partícips de la naturalesa divina i la vida eterna. De fet, la preparació mateixa de l'home, amb llibertat per a rebre la gràcia és ja una obra de la gràcia, que és necessària per elevar i mantenir la col·laboració dels fidels en la justificació per la fe i en la santificació per la caritat.
A la dinàmica de la justificació, la llibertat és fonamental perquè la resposta de l'home a la gràcia divina ha de ser lliure, car «l'ànima només pot entrar lliurement a la comunió de l'amor». Això explica que el fet de la santedat no sigui assolit per la totalitat, malgrat la voluntat de Déu de salvar a tota la humanitat. Sempre hi ha persones que van a l'infern, simplement perquè es neguen lliurement al penediment i a la gràcia de la salvació, fins i tot en el moment de la mort. Però la llibertat, que va ser concedida per Déu, permet també que la humanitat participi lliurement a la construcció del Regne de Déu com a fills de Déu i cohereus de Crist. Aquesta participació només va ser possible gràcies al sacrifici redemptor de Déu.
Aquesta participació, a més de la fe, es basa també en la pràctica quotidiana de les bones obres, el mèrit o dret a la recompensa ha de ser atribuït a la gràcia de Déu i després al lliure albir de l'home. L'home, que legalment no té cap mèrit, perquè rebé tot gratuïtament de Déu, pot merèixer, per concessió i caritat de Déu les gràcies útils per assolir la vida eterna, així com els béns temporals que Déu pensa que són necessaris. Però ningú pot tenir el mèrit de la gràcia santificant.

### La salvació pels no catòlics

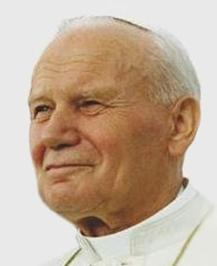
A l'encíclica Redemptoris missio, el Papa Joan Pau II afirmà que «la salvació en Crist […] ha de ser posada concretament a disposició de tots»

L'Església Catòlica creu que és l'instrument de la redempció de tots els homes i el sagrament universal de la salvació. Per això, l'Església ensenya que «fora de l'Església no hi ha salvació». Aquest ensenyament es remunta als primers segles del cristianisme, sent ja reflectida per diversos Pares de l'Església, com Agustí d'Hipona o Cebrià de Cartago. El Papa Pius IX (1846-1878) subratllà que:
| « | Fora de l'Església Apostòlica Romana ningú no pot salvar-se […] Malgrat tot, també cal donar per descomptat que els que pateixen d'ignorància de la veritable religió, si això és invencible, no són davant els ulls del Senyor els acusats d'aquest error. | » |

Aquesta ignorància invencible, que molts no catòlics pateixen, pot ser causada per la precarietat dels mitjans de comunicació, per la ineficiència de l'evangelització i pels ambients de restricció i de barreres contextuals, intel·lectuals, psicològiques, culturals, socials i religioses, moltes vegades insuperables. Això significa que tots els no catòlics (fins i tot els no cristians) poden salvar-se, sempre que, sense culpa pròpia, ignoren la Revelació Divina i l'Església, però que "cerca la veritat i compleix la voluntat de Déu tal com la coneix" Pel que fa als nens morts sense rebre el Baptisme, l'Església té l'esperança que es poden salvar, i per això, a la seva litúrgia, els encomana a la gran misericòrdia de Déu.
L'Església també ensenya que els cristians no catòlics són germans i són, malgrat d'una manera imperfecta, membres inseparables del Cos Místic de Crist, mitjançant el baptisme. O sigui, ells són considerats com a membres de l'única Església de Crist, que subsisteix (subsistit in) dins de l'Església Catòlica. per això, aquestes comunitats cristianes disposen de molts, encara que no de la totalitat, dels elements de santificació i de veritat necessaris per a la salvació, sent aquesta posició catòlica una de les bases de l'ecumenisme actual. Però, l'Església Catòlica afirma que només ella és qui conté i administra la totalitat i la plenitud dels mitjans de salvació.
La posició ecumènica de tolerància i respecte ver les altres religions no significa que l'Església Catòlica reconegui que totes les religions són vàlides i iguals i que els homes estan conseqüentment lliures per a sortir de l'Església. Per concloure, l'afirmació "fora de l'Església no hi ha salvació" significa que "tota la salvació ve de Crist Cap per mitjà de l'Església, que és el seu Cos", independentment que la persona sigui catòlica o no.

### Patiment

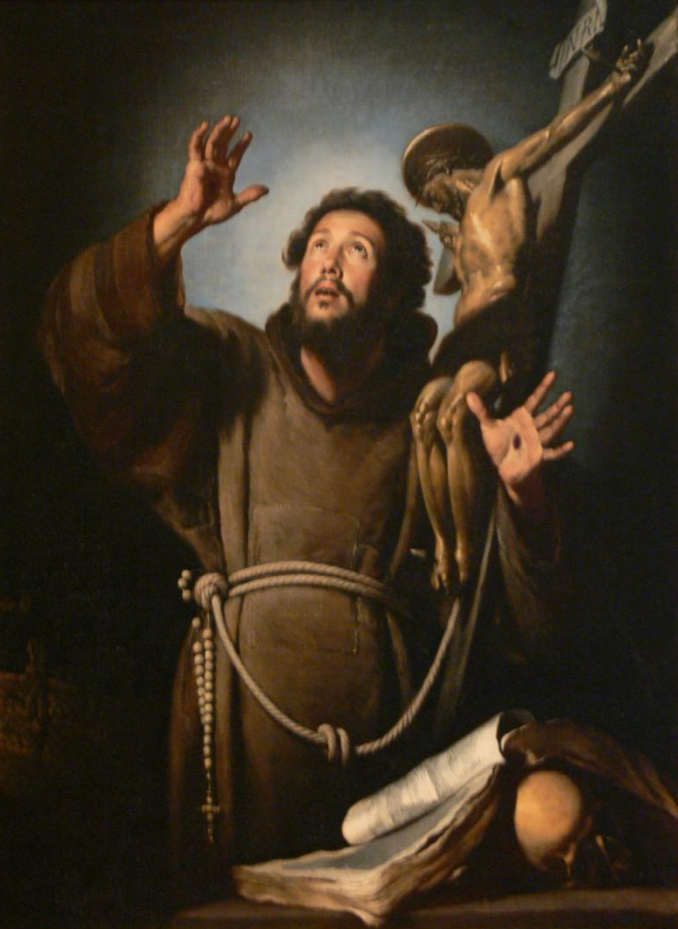
Francesc d'Assís (1182-1226), com molts altre sants, era practicant d'innumerables sacrificis. Experimentà la pobresa radical i el dolor dels estigmes.

Segons la perspectiva catòlica, el patiment, que és una conseqüència del mal i que està associat a la mort i a les limitacions humanes, mai no va ser desitjat per Déu. Però, contra la voluntat divina, el patiment passà a ser una realitat intrínseca a l'home, per conseqüència del pecat original i, posteriorment, de tots els pecats comesos pels homes. Això significa que el patiment és pres a la llibertat humana i al conflicte entre el bé i el mal al món.
Però, per causa del sacrifici redemptor de Crist, el patiment passà a tenir "un sentit veritablement sobrenatural i […] humà, […] perquè es radica al misteri diví de la redempció del món i […] perquè en ell l'home s'accepta a si mateix, amb la seva pròpia humanitat, amb la pròpia dignitat i la pròpia missió." Després, el patiment passà a estar present al món per a desencadenar l'amor i per a possibilitar la conversió i la reconstrucció del bé.
Per aquests motius, el patiment, ja sigui voluntari (la mortificació), com involuntari, passà a ser, sobre la forma del sacrifici, una peça fonamental en la salvació de la humanitat, mitjançant la participació personal i unió dels sacrificis individuals al suprem Patiment del Crist. I aquesta participació implica l'acceptació amorosa i resignada dels patiments mandats per Déu a la vida terrenal. De fet, sant Pau també afirmava que estava « content de patir per vosaltres i de completar així en la meva carn allò que manca als sofriments del Crist en bé del seu cos, que és l'Església» A més de tot això, el patiment també serveix perquè Déu provi la fe, la perseverança i la confiança de l'home en Ell, per fer-lo més fort i més madur (com seria el cas de Job).

### La Comunió dels Sants

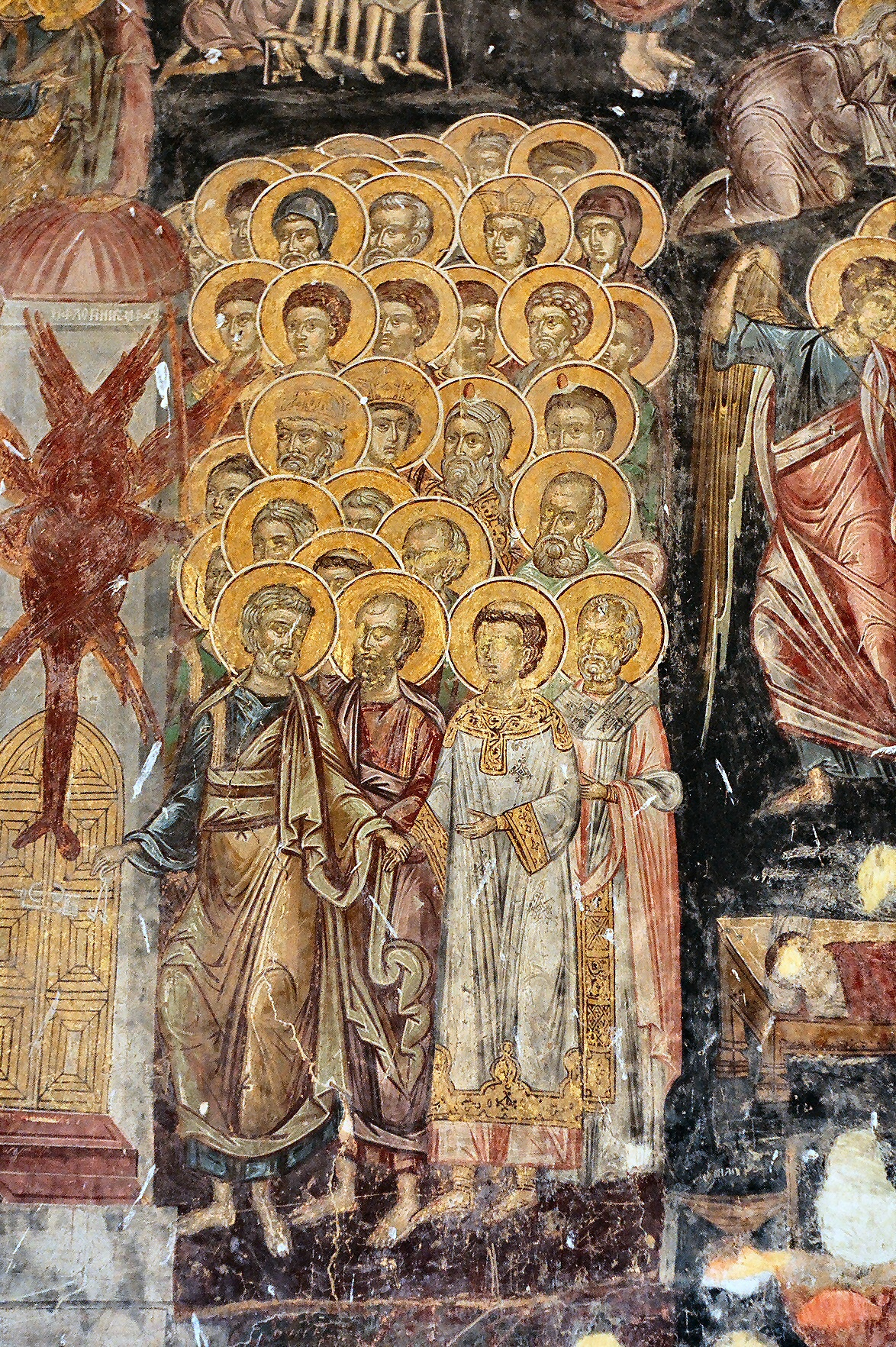
Un grup de sants al Cel.

La comunió dels sants pot significar tant la participació de tots els membres de l'Església a les coses santes: la fe, els sagraments, els carismes i la resta de dons espirituals. Per un altre costat, i més vulgarment, significa la unió viva de tots els cristians en estat de gràcia (o sigui, que no estan tacats per pecats mortals i, per tant, són considerats sants en sentit ampli), que estan en tres estats espirituals diferents:
- Església Militant, formada pels habitants de la Terra que no tenen cap pecat mortal la culpa del qual no va ser perdonada;[268][269]
- Església Patint, constituïda per les ànimes que encara pateixen al Purgatori[268] i que, per això, necessiten les oracions de sufragi (és a dir, de la missa)), de les bones obres, dels sacrificis, de les indulgències i de les obres de penitència realitzades pels membres de l'Església militant.[270] Totes aquestes accions acceleres la purificació i posterior entrada al Cel d'aquestes animes[269]
- Església Triomfant, formada pels habitants del Cel (desconeguts/anònims o reconeguts per l'Església), que van assolir la santedat eterna i definitiva i que, per tant, són els intercessors dels homes al costat de Déu.[268][269]

A més d'aquests sants que es troben en aquests 3 estadis espirituals, l'Església Catòlica també està constituïda per persones que tenen pecats mortals, que són considerats com a membres imperfectes i que només entren de nou en la comunió dels sants (considerant la segona definició), es penedeixen dels seus pecats i es confessen. Vulgarment, i en un sentit més restrictiu, un sant és considerat com una persona canonitzada] o beatificada (o sigui, reconeguda) per l'Església per distingir-se per la seva santedat. Per això, l'Església la reconeix com un habitant del Cel i un model exemplar d'imitació. A més d'això, un sant és també digne de culte, però només de veneració, diferent del culte d'adoració a Déu.

## Maria: Mare de Déu

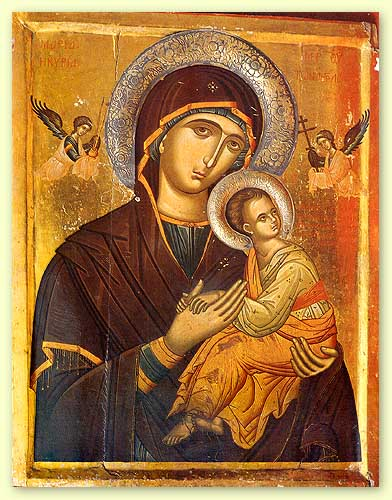
Icona de Maria, mare de Jesús

D'acord amb la mariologia catòlica, Déu escollí lliurement a Maria com a mare del Seu Fill: per a acomplir aquesta missió, va ser preservada del pecat original i de tots els pecats. L'arcàngel Gabriel anuncià a Maria que Déu faria que ella concebés a Jesús mitjançant l'Esperit Sant, és a dir, en virginitat i sense la participació de cap home. Després, l'Esperit Sant va fer d'ella la Mare de Crist i, com que Crist és el mateix Déu encarnat, també la Mare de Déu. Maria acceptà obendientment aquesta missió divina tan necessària per a la salvació, tornant-se així en la corredemptora dels homes. Es casà amb Josep de Natzaret, qui assumí la paternitat terrenal de Jesús, però, així i tot, ella aconseguí conservar la virginitat tota la vida
Pel fet d'haver concebut a Jesús, que és l'únic Redemptor dels homes i el Cap de l'Església, Maria es torna la Mare de l'Església i de tots els homes que Jesús vingué a salvar. Ella «coopera amb amor de mare en el naixement i en la formació en l'ordre de la gràcia» de qualsevol ésser humà. Després de la seva assumpció al Cel, ella, com a Reina del Cel, continua amb la intercessió pels seus fills i és un model de santedat per a tots. Els catòlics «veuen en ella una imatge i una anticipació de la resurrecció que els espera», sent per això la icona escatològica de l'Església (o la realització més perfecta.
El culte de veneració a Maria (anomena hiperdulia és diferent del culte d'adoració a Déu. El culte marià s'expressa en les festes litúrgiques dedicades a ella, a les peregrinacions als llocs on Maria s'aparegué, a les incomptables devocions i oracions. Una de les causes principals de la devoció popular i del culte a Maria té a veure amb la creença catòlica de la poderosa intercessió de Maria al costat de Déu, el darrer destinatari de totes les oracions i peticions dels homes.

## La dona
A la Bíblia existeixen diversos versets on es pot interpretar que la figura de la dona és inferior a la de l'home (Sir 7:26, Sir 25:24, Sir 42:14, 1Co 11:7-9, Ti 2:9-14) al costat d'altres on es pot interpretar que la dona té un paper important, especial, central i digne (Gn 2:20-24, Pr 19:14, Pr 12:4, Pr 31:10, 1Pe 3:7, 1Ef 5:25-31, 1Ga 4:4-7, Ex 20:12 i Mt 28:1-10)
L'Església catòlica només admet homes com a clergues, justificant-ho perquè els dotze apòstols van ser tots homes i Jesús, en la seva forma humana, també és un home. Però, malgrat això, l'Església considera actualment que l'home i la dona són iguals en dignitat, car ambdós van ser creats a imatge i semblança de Déu, però són diferents i per això han de viure en una "complementarietat recíproca pel que fa al masculí i el femení". El 1988 el papa Joan Pau II va escriure la carta "Mulieris Dignitatem" on lloava el paper de la dona, es disculpà per les accions masclistes comeses pels membres de l'Església durant la història, agraí a les dones tot el que han fet al món i cridà a la defensa de la dona.

## Mort i vida eterna

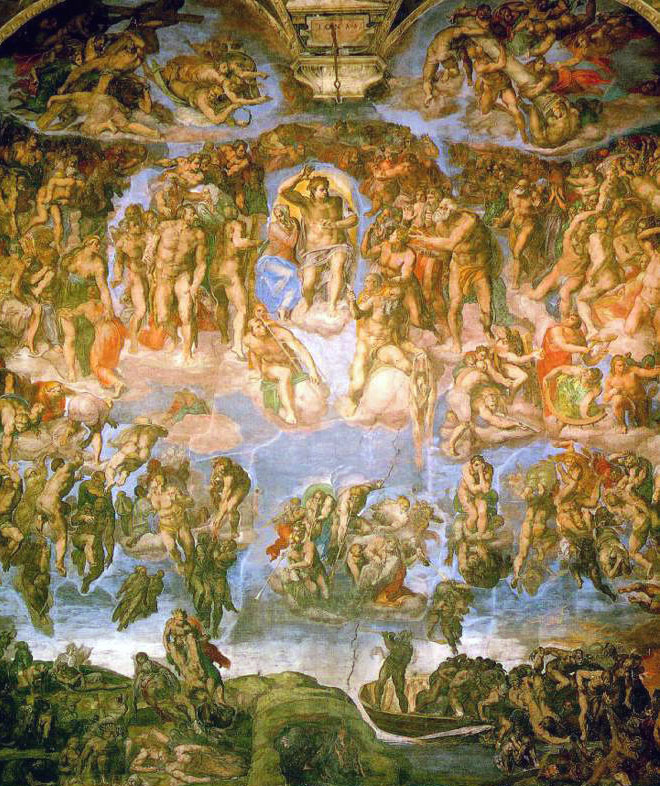
El Juici Final de la Capella Sixtina, de Miquel Àngel (1537-1541).

Segons l'escatologia catòlica, després de la mort de cada persona, la seva ànima se separa del seu cos mortal i corruptible, iniciant així la seva vida eterna, que no tindrà final i que està precedida per a cadascun per un judici particular i que serà confirmada pel Judici final. Aquest judici final es realitzarà en els darrers moments abans de la fi del món.

### Judici particular
Bàsicament, el judici particular és la retribució eterna que refereix cada home, després de la seva mort, rep de Déu, tenint en compte la seva fe i les seves obres realitzades durant el seu camí de santificació terrestre. Després d'aquesta epifania particular, la seva ànima serà destinada a estar:
- al Paradís (o Cel), que és l'estat de salvació definitiva i de felicitat suprema, reservat només a les persones que, gràcies a l'acceptació de Déu (i del seu amor) i el seu penediment, moriren en estat de gràcia, és a dir, sense màcula de cap pecat. Aquests sants formen així l'Església triomfant, on veuen Déu "cara a cara",[283] viuen en comunió d'amor amb la Santíssima Trinitat i intercedeixen pels habitants de la terra;[284]
- al Purgatori, que és l'estat d'aquells que, sent amics de Déu i ja salvats, precisen encara de més purificació per entrar purs al Cel. Aquesta purificació temporal, que els fidels encara peregrins a la terra poden ajudar a accelerar, consisteix en l'eliminació de les penes temporals dels pecats les culpes dels quals ja estan perdonats,[285]
- a l'Infern, que consisteix en la condemnació eterna d'aquells que decidiren lliurement viure separats de Déu. Més concretament, ells rebutjaren a Déu, el seu amor i la seva gràcia salvadora, escollint voluntàriament persistir al pecat mortal, fins i tot en el moment de la mort. Aquestes decisions són respectades per Déu, car Ell creà l'home com un ésser lliure i responsable, malgrat que Ell vol «que tothom arribi a la conversió »[286][287]

Aquesta doctrina escatològica, que tracta sobre el destí individual de les ànimes, està sintetitzada als anomenats "novíssims", que són quatre: mort, judici, infern i paradís. El purgatori no entra car és només un estat espiritual transitori i temporal.

### Fi del món, Judici Final, Resurrecció i Regne de Déu

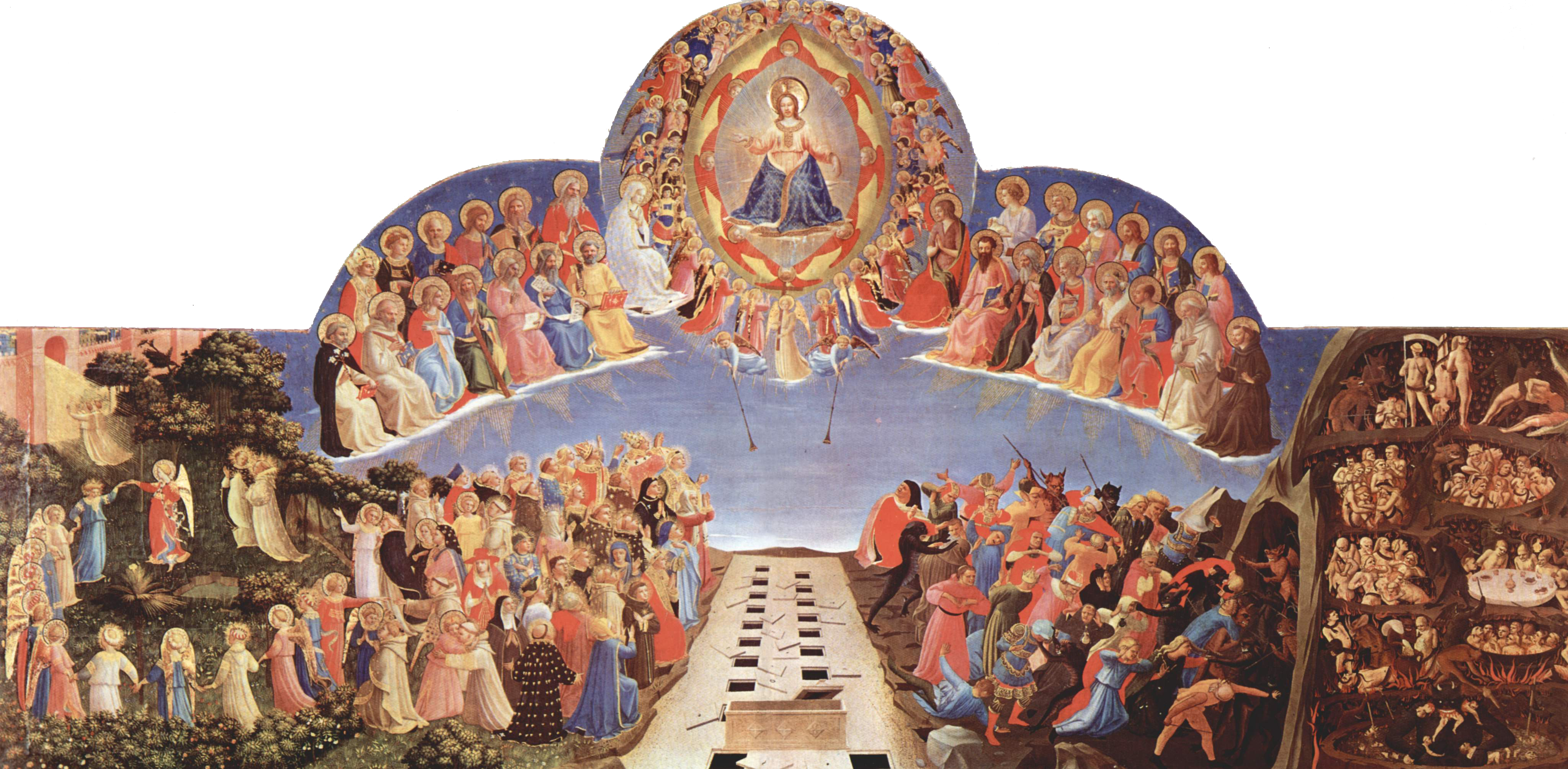
El Judici Final.

Sobre el destí col·lectiu de l'home al final del món, l'Església ensenya que tindrà lloc un Judici Final abans de la fi del món, però ni ella sap exactament quan tindrà lloc aquest fet. Fins i tot abans que això, Jesucrist, qui també ressuscità d'entre els morts i viu per a sempre, ressuscitarà tota la humanitat, donant, més concretament, una nova vida, però aquest cop immortal, a tots els cossos que van traspassar. En aquell moment, totes les ànimes que estiguin al Cel, al Purgatori o a l'Infern, tornaran definitivament als seus cossos.
Per tant, tota la humanitat es trobarà davant de Déu, més concretament de Jesús, qui tornarà triomfant a la terra com a jutge de vius i morts. Ell confirmarà els innombrables judicis particulars i permetrà conseqüentment que el cos ressuscitat pugui «participar en la retribució que l'ànima va tenir al judici particular». Aquesta retribució consisteix en la vida eterna (pels que estan al Cel o al Purgatori) o a la condemnació eterna (pels que estan a l'Infern).
Després del Judici Final, tindrà lloc el fi del món. L'antic món, que va ser creat per Déu a l'inici, s'alliberarà de l'esclavatge del pecat i es transformarà en els «nous cels i terres noves». Aquest nou estat de les coses s'assoleix també la plenitud del Regne de Déu, és a dir, la realització definitiva del designi salvador de Déu «ha volgut unir en el Crist totes les coses, tant les del cel com les de la terra». En aquest regne misteriós, on el mal no existeix, els sants (o salvalts), gaudeixen de la vida eterna i Déu «serà tot en tots», formant així una gran família i comunió d'amor i felicitat. Els condemnats viuran per sempre a l'infern i lluny del Regne de Déu.

## Moral catòlica
Els catòlics creuen que la Revelació divina presenta les regles per a una bona relació dels homes entre si i vers Déu. Aquesta ètica i moral se centra en el desafíament de la dàvida de si mateix als altres i a Déu. Per tant, aquestes regles han de ser practicades quotidianament, per a alliberat a l'home de l'esclavatge del pecat, que és un autèntic abús de la llibertat. Això perquè, segons la visió catòlica, l'home només és lliure per a ser millor i ser atret vers el bé i el bell. L'Església ensenya que la bondat i les benaurances defineixen el context per a la conducta moral cristiana, que és indispensable pel camí de la salvació, iniciada per la gràcia santificant del Baptisme, que justifica.
Segons l'Església, la transgressió d'una regla moral implica l'elecció del mal i per això el peca, tot i que la intenció, les conseqüències i les circumstàncies podrien anul·lar o atenuar la responsabilitat de qui actua. Però això no pot alterar mai la qualitat moral dels propis actes, car «la fi no justifica els mitjans».

### Dignitat, llibertat i consciència moral
La doctrina catòlica creu que l'home posseeix dignitat, la qual està radicada en la seva creació a imatge i semblança de Déu, la qual cosa implica necessàriament que l'home té llibertat i consciència moral. La llibertat és una capacitat inalienable de l'home, donada per Déu, d'escollir entre el bé i el mal. Aquest poder únic, que «arriba a la perfecció quan és ordenat per Déu», converteix l'home en responsable dels seus actes deliberats, a causa de la seva consciència moral. Així doncs, «l'elecció del mal és un abús de la llibertat, que condueix a l'esclavatge del pecat»
Quan escolta correctament la consciència moral, qualsevol persona percep la qualitat moral d'un acte, permetent assumir la responsabilitat i aconsegueix escoltar la veu de Déu que li ordena practicar el bé i evitar el mal. L'home, com que posseeix dignitat, no ha de veure's impedit o obligat a actuar contra la seva consciència, si bé que ella també pot produir judicis equivocats. Per tant, cal educar-la i ratificar-la, perquè ella pugui estar cada vegada més en sintonia amb la voluntat divina, amb la raó i amb la Llei de Déu (incloent-hi la Regla d'Or i els Manaments de l'Amor.

### Llei moral
Els catòlics creuen que la Llei moral o Llei de Déu, sent una obra divina, els prescriu la conducta que els portarà a la salvació i a la felicitat eterna, prohibint-los els camins que els desvien de Déu i del seu amor. Aquesta llei és constituïda per la Llei natual, escrita per Déu al cor de cada ésser humà, per l'Antiga Llei, revelada a l'Antic Testament, i per la Nova Llei, revelada per Jesús al Nou Testament.
La Llei natural "manifesta el sentit moral originari" que permet a l'home diferenciar, per la raó i per la seva consciència, el bé i el mal. Com tots els homes (fidels o infidels) la perceben, és de compliment universal i obligatori, però aquesta no sempre és totalment compresa a causa del pecat. Per això, Agustí d'Hipona afirma que Déu «va escriure a les Taules de la Llei el que els homes no aconseguien llegir als seus cors», donant així origen a la Llei Antiga, que és la primera etapa de la Revelació divina i que està resumida als Deu Manaments.
La Llei Antiga, sent encara imperfecta, prepara i predisposa a la conversió a l'acolliment de l'Evangeli i de la Nova Llei, que és la «perfecció i acompliment» de la Llei natural i de la Llei Antiga. Aquesta Nova Llei es troba en tota la vida i prèdica de Crist i dels Apòstols, sent el Sermó de la muntanya la seva expressió principal. Aquesta llei ja perfecta és plenament revelada i es resumeix en el manament de l'amor a Déu i al germà, que és considerada per Tomàs d'Aquino com "la mateixa gràcia de l'Esperit Sant, donada als creients en Crist".

### Els Deu Manaments

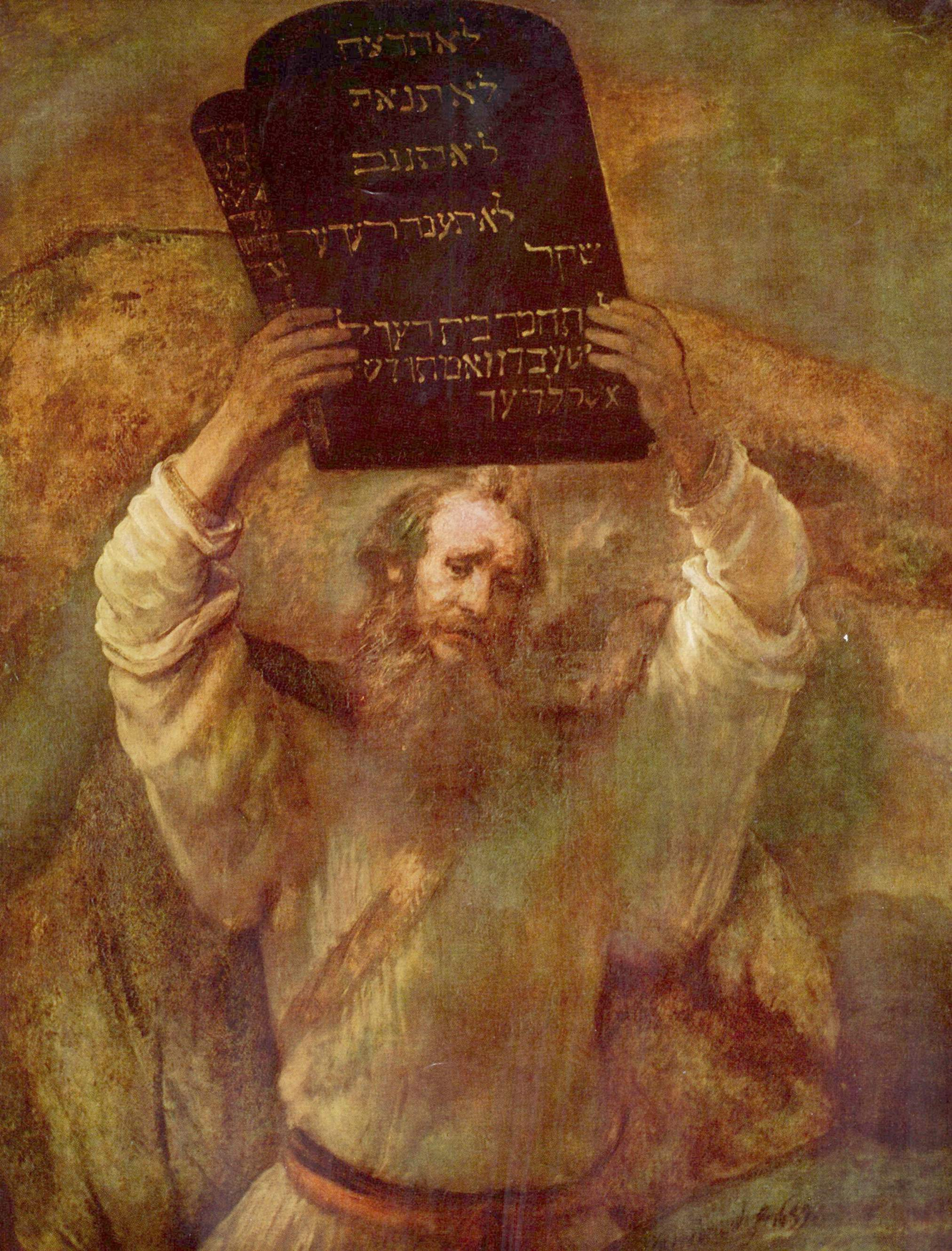
Moisès, gran profeta de l'Antic Testament, porta els Deu Manaments al Poble de Déu. (Pintura de Rembrandt van Rijn (1659)).

Com els Deu Manaments (o Decàleg) són la síntesi de tota la Llei de Déu i la base mínima i fonamental de la moral catòlica, l'Església exigeix als seus fidels el compliment obligatori d'aquestes regles. Qui no segueixi aquestes regles, comet pecat. A més, segons les mateixes paraules de Jesús, és necessari observar-los "per a entrar a la vida eterna", a més de ser necessari perquè els fidels mostrin la seva estima i que pertanyen a Déu. Aquests manaments determinen els deures fonamentals de l'home vers Déu i el proper, també donen a conèixer la voluntat divina, i en total són deu:
1. Jo sóc el Senyor, el teu Déu, que t'he fet sortir del país d'Egipte, la terra on eres esclau. No tinguis cap altre déu fora de mi.
2. No et fabriquis ídols; no et facis cap imatge del que hi ha dalt al cel, aquí baix a la terra o en les aigües d'aquí baix. No els adoris ni els donis culte, perquè jo, el Senyor, el teu Déu, sóc el Déu-gelós: demano comptes als fills de les culpes dels pares fins a la tercera i la quarta generació dels qui no m'estimen. Però, per als qui m'estimen i guarden els meus preceptes, mantinc el meu amor durant un miler de generacions.
3. No juris en fals pel nom del Senyor, el teu Déu, perquè jo, el Senyor, no tinc per innocent el qui jura en fals pel meu nom.
4. Recorda't de consagrar-me el repòs del dissabte. Tens sis dies per a treballar i fer totes les feines que calgui, però el dia setè és el dia de repòs, dedicat al Senyor, el teu Déu. No facis cap treball ni tu, ni el teu fill, ni la teva filla, ni el teu esclau, ni la teva esclava, ni cap dels teus animals, ni l'immigrant que resideix a la teva ciutat. Perquè en sis dies el Senyor va fer el cel, la terra, el mar i tot el que s'hi mou, però el dia setè va reposar: per això el Senyor ha beneït el dissabte i l'ha consagrat.
5. Honra el pare i la mare. Així tindràs llarga vida en el país que et dona el Senyor, el teu Déu.
6. No matis.
7. No cometis adulteri.
8. No robis.
9. No acusis ningú falsament.
10. No desitgis la casa d'un altre. No desitgis la seva dona, ni el seu esclau, ni la seva esclava, ni el seu bou, ni el seu ase, ni res del que li pertany[316]

Segons la doctrina catòlica sobre els Deu Manaments, aquests manaments poden resumir-se en només dos: «Estima el Senyor, el teu Déu, amb tot el cor, amb tota l'ànima, amb totes les forces i amb tot el pensament, i estima els altres com a tu mateix»

### Virtut
La virtut s'oposa al pecat, és una qualitat moral que disposa a la persona a fer el bé, sent «l'objectiu d'una vida virtuosa fer-se semblant a Déu» Segons l'Església Catòlica, existeixen una gran quantitat de virtuts que deriven de la raó i de la fe humana. Aquestes, que s'anomenen virtuts humanes, regulen les passions i la conducta moral humanes, essent les més importants les virtuts cardinals: la prudència, la justícia, la fortitud i la temprança.
Però, perquè les virtuts humanes assoleixin la seva plenitud, han de ser vivificades i animades per les virtuts teologals, que «tenen com a origen, motiu i objecte immediat el mateix Déu». Elles són donades a l'home amb la Gràcia santificant i tornen als homes capaços de viure en relació amb la Santíssima Trinitat. Les virtuts teologals són tres: la Fe, l'Esperança i la Caritat (o Amor). Segons Sant Pau, la major de totes elles és l'amor.

### El Pecat

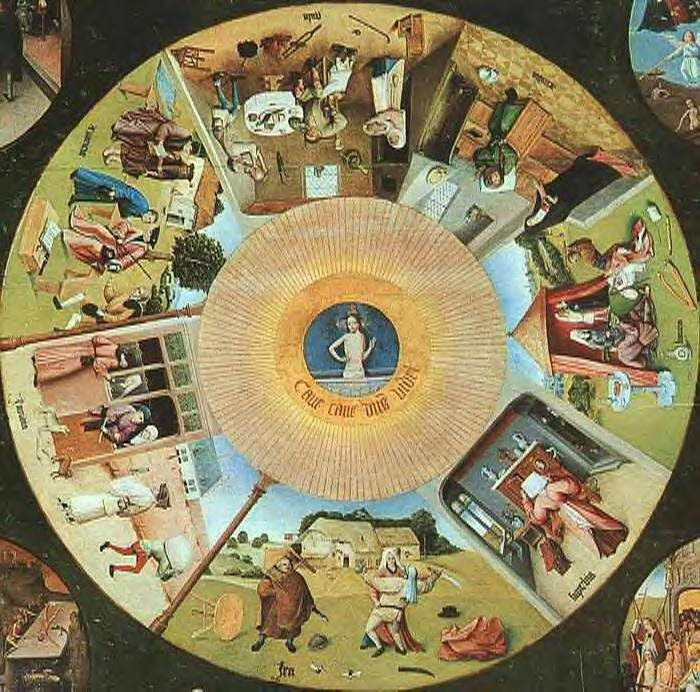
Els Set Pecats Capitals.

Segons sant Agustí, el pecat és «una paraula, acció o desig contraris a la Llei eterna», causant per això ofensa a Déu i al seu amor, i per tant, aquest acte del mal és un abús de la llibertat i perjudica la naturalesa humana. Els catòlics creuen que Crist, amb la seva mort, revelà plenament la gravetat del pecat i el va vèncer amb el seu amor. Hay Hi ha una gran varietat de pecats, que poden ser directament contra Déu, contra el proïsme o contra si mateix. També es pot distingir entre pecats de paraula, pensament, obra i omissió.
La repetició de pecats genera vicis, que obscureixen la consciència i inclinen al mal. Els vicis es relacionen amb els set pecats capitals: Luxúria, Gola, Avarícia, Accídia, Ira, Enveja i Supèrbia. L'Església també ensenya que tots aquells que cooperen culpablement en els pecats dels altres, són també responsabilitzats per aquells. Quant a la seva gravetat, els pecats comesos poden dividir-se en:
- pecat mortal, que «exigeix un ple coneixement i un ple consentiment». Aquests allunyen l'home de la caritat i de la gràcia santificant, i si el pecador no es penedeix sincerament, el condueixen a la mort eterna de l'Infern.[329]
- pecat venial, que són comesos sense ple consentiment o sense plena consciència, o també quan es tracta d'una qüestió lleu. Aquests, malgrat que allunyen el camí de la santificació, mereixen només penes purificadores temporals, és a dir, al Purgatori.[330]

Tots aquests pecats personals són deguts a l'afebliment de la naturalesa humana, que passà a quedar sotmesa i inclinada a la ignorància, al patiment, a la mort i al pecat. Això és causat pel pecat original, transmès a tots els homes, sense culpa pròpia, a causa de la seva unitat d'origen, que són Adam i Eva. Ells van desobeir a Déu a l'inici del món, originant aquest pecat, que pot ser perdonat (però no eliminat) pel baptisme.

#### Perdó i indulgències
Com que l'amor de Déu és infinit i com que Jesús ja se sacrificà a la creu, tots els homes, catòlics o no, poden ser perdonats per Déu en qualsevol moment, des del moment en què es penedeixin de manera lliure i sincera i es comprometin a fer el possible per a perdonar els seus enemics. Aquest perdó tan necessari pot ser concedit per Déu sacramentalment i per mitjà de l'Església, la primera vegada mitjançant el baptisme i, després, ordinàriament, mitjançant el sagrament de la reconciliació.
Però Déu també pot concedir aquest perdó mitjançant altres maneres diferents (o fins i tot directament) per a tots aquells que es penedeixin (incloent-hi els no-catòlics). Però el perdó diví no significa l'eliminació de les penes temporals, o sigui, del mal causat com a conseqüència dels pecats la culpa dels quals ja ha estat perdonada. En aquest cas, per eliminar-les, cal obtenir indulgències i practicar bones obres durant la vida terrenal o també, després de morir, una purificació de l'ànima al Purgatori, amb la finalitat d'entrar pur i sant al Cel.

#### La venda d'indulgències

La venda d'indulgències, pintura d'Augsburg, cap a 1530

Durant l'edat mitjana va sorgir l'anomenat "contraband d'indulgències" en què els documents forjats declaraven la venda d'indulgències de caràcter extraordinari, existint en alguns locals la venda d'indulgències per "perdonadors" oficials (quaestores, en llatí). L'Església reconegué i condemnà l'existència d'aquests abusos, com pot observar-se als decrets i documents del Quart Concili del Laterà (1215), del Concili de Ravena (1317), del Papa Bonifaci IX (1392) i d'altres papes, com Climent IV, Joan XXII, Martí V i Sixt IV, que van lluitar i prohibiren abusos indulgenciaris practicats a la seva època.
Malgrat aquestes condemnes i restriccions, al final de l'Edat Mitjana es produí un creixement considerable d'aquests abusos, que serien contestats a la Reforma Protestant. El 1563, a la darrera sessió del Concili de Trento, la venda d'indulgències va ser prohibida definitivament per a no permetre més excessos i abusos. Des de llavors, les indulgències van passar a ser concedides gratuïtament als fidels que practiquessin determinats actes de pietat, penitència i caritat establerts per l'Església.

### Amor, sexualitat i castedat

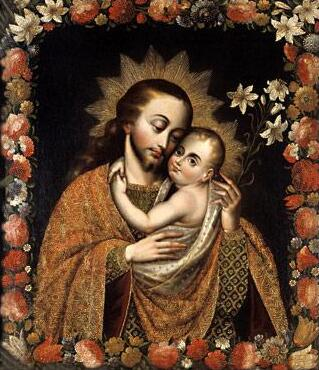
San Josep, el pare terrenal de Jesús, és considerat com un gran model de castedad.

Amb relació a la sexualitat, l'Església Catòlica convida a tots els seus fidels a viure en castedat, que és un do diví i una virtut moral que permet la integració positiva de la sexualitat a la persona. Aquesta integració exigeix «un aprenentatge del domini del si mateix, que és una pedagogia de la llibertat humana. L'alternativa és clara: o l'home controla les seves passions i assoleix la pau, o es deixa dominar per elles i es torna infeliç.» La virtut de la castedat es relaciona amb la virtut cardinal de la temprança.
Així doncs, tots els catòlics són cridats a la castedat, car aquesta «esdevé personal i verament humana quan s'integra en la relació de persona a persona, en el do mutu total i temporalment il·limitat de l'home i de la dona.», ambdós units pel sagrament del matrimoni, que és indissoluble. Per això, els actes sexuals fora del matrimoni sempre constitueixen un pecat greu. Per aquest motiu, el sexe prematrimonial, la pedofília, l'adulteri, la masturbació, la fornicació, la pornografia, la prostitució, la violació i els actes sexuals comesos entre homosexuals són condemnats per l'Església com a expressions del vici de la luxúria.
Per a l'Església, l'amor és una virtut teologal, oposada al desamor. Aplicat a les relacions conjugals humanes, l'amor veritablement viscut i plenament realitzat és una comunió de donació mútua de si mateix, «d'afirmació mútua de la dignitat de cada parella» i un «encontre de dues llibertats en donació i recepció mútues» Aquesta comunió conjugal de l'home i la dona és una icona de la vida de la Santíssima Trinitat i porta no només a la satisfacció, sinó que també a la santedat. Aquest tipus de relació conjugal proposat per l'Església exigeix permanyença i compromís matrimonial.

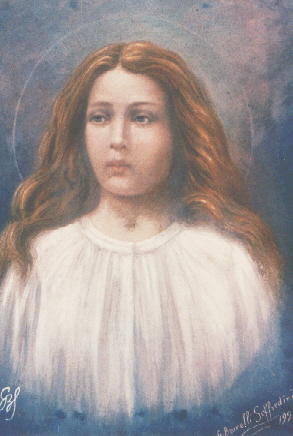
Santa Maria Goretti (1890-1902), una verge que, com molts altres sants, visqué rigorosament i a la seva manera la castedat cristiana.

Per aquest motiu, la sexualitat és una font d'alegria i plaer, i s'ordena a l'amor conjugal i per a la procreació. La sexualitat és també considerada com la gran expressió de l'amor recíproc, on home i dona es complementen.
El veritable amor conjugal, on la relació sexual és viscuda dignament, només és possible gràcies a la castedat conjugal. Aquesta virtut permet una vivència conjugal perfecta basada en la fidelitat i en la fecunditat matrimonials. Però a més de la castedat conjugal (que no implica l'abstinència sexual dels casats) existeixen també diversos règims de castedat: la virginitat o el celibat consagrat (pels religiosos, les persones consagrades, els clergues, ect.) i la castedat en l'abstinència (per als no casats).

#### El divorci
Actualment l'Església no accepta el divorci, encara que aquest estigui acceptat a l'Antic Testament. Malgrat això, al Nou Testament Jesús, que segons l'Església va venir a completar i a donar el sentit definitiu a les revelacions divines de l'Antic Testament, afirma que «Moisès va permetre de donar a la muller un document de divorci i fer-la marxar. (...) Moisès va escriure aquesta norma per la vostra duresa de cor. Però, des del principi de la creació, Déu els va fer home i dona. Per això l'home deixa el pare i la mare per unir-se a la seva dona, 8 i tots dos formen una sola carn. Per tant, ja no són dos, sinó una sola carn. Allò que Déu ha unit, que l'home no ho separi.»
Per això, basant-se en l'ensenyament de Crist, l'Església afirma que el sagrament del matrimoni entre un home i una dona lliures és indissoluble fins al moment en què un d'ells mori. Malgrat això, en casos on no hi hagi hagut consumació o no hi hagi hagut un consentiment matrimonial clar i lliure de qualsevol violència o «greu temor extern», el matrimoni pot ser declarat nul i inexistent per les autoritats eclesiàstiques competents.

#### Preservatius i malalties de transmissió sexual
Segons la doctrina catòlica, l'ús actual indiscriminat de preservatius incentiva un estil de vida sexual immoral, promiscu, irresponsable i banalitzat, on el cos és emprat com un fi en si mateix i el company és reduït a un simple objecte de plaer. Aquest tipus de vida sexual és durament condemnat per l'Església.
El Papa Benet XVI reafirmà, durant la seva visita a Camerun i Angola, que només la distribució de preservatius no ajuda a controlar el problema de la SIDA, sinó que, al contrari, contribueix a «empitjorar la situació». Aquestes declaracions van desencadenar una tempesta de crítiques i condemnes per part de governs i ONGs. El director executiu del Fons Mundial de la Lluita contra la SIDA, la tuberculosi i el paludisme, Michael Kazatchine, demanà al Papa que retirés les seves declaracions "inacceptables".
Malgrat tot, el Papa Benet XVI afirmà, de forma col·loquial i no oficial, que l'ús del preservatiu pot ser justificable en alguns casos puntuals per a disminuir el risc de contagi de les malalties de transmissió sexual, «com per exemple, l'ús del preservatiu per part d'una prostituta». Malgrat tot, el Papa advertí que l'ús dels preservatius no és una «solució ni veritable ni moral». Tornà a reafirmar la doctrina catòlica que defèn que la fidelitat en el casament, l'amor recíproc, la castedat, la humanització de la sexualitat i l'abstinència són els millors mitjans per combatre les malalties de transmissió sexual, més que la «simple fixació en el preservatiu».

#### Homosexualitat
Els actes sexuals entre persones homosexuals són considerats moralment incorrectes perquè violen la «iconografia de diferenciació i complementarietat sexual» entre l'home i la dona i perquè són incapaces de generar vida. Malgrat això, per a l'Església, tenir tendències homosexuals no és cap pecat ni cap càstig, sinó que és simplement una prova. El pecat està a cedir a aquestes tendències i adoptar-les a la pràctica. L'Església també repudia qualsevol reconeixement legal de les unions entre persones del mateix sexe.
Però l'Església Catòlica no discrimina els homosexuals i pretén ajudar-los a viure en la castedat, perquè ells evitin els actes sexuals, que són moralment desendreçats «perquè són actes d'afirmació en si mateixos i no donació de si mateixos» L'Església encara convida els homosexuals a apropar-se gradualment a la perfecció cristiana, mitjançant l'autodomini, l'oració, la gràcia dels sagraments, l'oferiment de les seves dificultats i patiments com un sacrifici per a Déu i del «ajut d'una amistat desinteressada»

### Vida, plantejament familiar i anticoncepció

A l'encíclica Humanae Vitae (1968), el Papa Pau VI tractà temes com la procreació i la regulació de la natalitat.

L'Església Catòlica considera la vida humana com a sagrada i com un valor absolut i inalienable; per això condemna, entre altres pràctiques, la violència, l'homicidi, el suïcidi, l'avortament induït, l'eutanàsia, la clonació humana, ja sigui reproductiva o terapèutica, i les recerques o pràctiques científiques que fan servir cèl·lules mare extretes de l'embrió. Per a l'Església, la vida humana ha de ser generada naturalment mitjançant el sexe conjugal i té inici en la concepció i el seu final és la mort natural. Segons aquesta lògica, la reproducció assistida és considerada com a immoral perquè dissocia la procreació de l'acte sexual conjugal «instaurant així un domini de la tècnica sobre l'origen i el destí de la persona humana.»
Pel que fa a la regulació dels naixements, l'Església la defèn com una expressió de la paternitat i maternitat responsables a la construcció prudent de famílies, sempre que no sigui realitzada en base de l'egoisme o d'imposicions externes. Però aquesta regulació només es pot fer mitjançant mètodes naturals de planificació familiar, com la continència periòdica o el recurs als períodes infecunda. La píndola, l'esterilització directa, el preservatiu i d'altres mètodes d'anticoncepció estan expressament condemnats.

## La doctrina i el coneixement científic
El Magisteri de l'Església Catòlica defèn actualment que bona part de la Tradició, incloent-hi la Bíblica i, més específicament, el llibre del Gènesi, han de ser interpretats com a al·legoria i d'acord amb els costums i els coneixements científics de l'època. En aquest cas, aquestes al·legories serien portadores de veritats teològiques, però no serien necessàriament veritats històriques o científiques. Així doncs, les interpretacions literals s'abandonen oficialment, encara que continuïn existint certs sectors més conservadors i fonamentalistes que no l'acceptin per complet. Aquesta manera al·legòrica d'interpretació de la Bíblia no és quelcom sorgit als temps actuals: per exemple, ja al segle v, Agustí d'Hipona afirmava que la Bíblia havia de ser interpretada de manera que harmònica amb els coneixements científics de cada època.
De fet, l'Església Catòlica, defensant el pensament de sant Agustí i de sant Tomàs d'Aquino, qui afirmà que «encara que la fe superi la raó, no podrà mai existir contradicció entre la fe i la ciència, car ambdues tenen origen en Déu». Així, a partir del segle xx, l'Església va anar acceptant lentament diversos descobriments moderns: per exemple, acabà per acceptar oficialment les teories del big-bang i de l'evolució (amb la constant intervenció divina), defensant que són compatibles amb la creença de la creació divina del món, a partir que aquestes teories siguin científicament vàlides. A més, no considera el creacionisme i el disseny intel·ligent com a teories científiques o teològiques.
L'Església Catòlica i la ciència segueixen sense estar d'acord en qüestions relacionades com, per exemple, en la infal·libilitat i en l'autenticitat de la tradició revelada; en l'existència de Déu i de l'ànima (i de la seva immortalitat); en els moments exactes del principi i del fi de la vida humana; o en les implicacions ètiques de la clonació, de l'anticoncepció o de la fertilització artificial, de la manipulació genètica i de l'ús de cèl·lules mare embrionàries a la investigació científica.

### El cas de Galileu

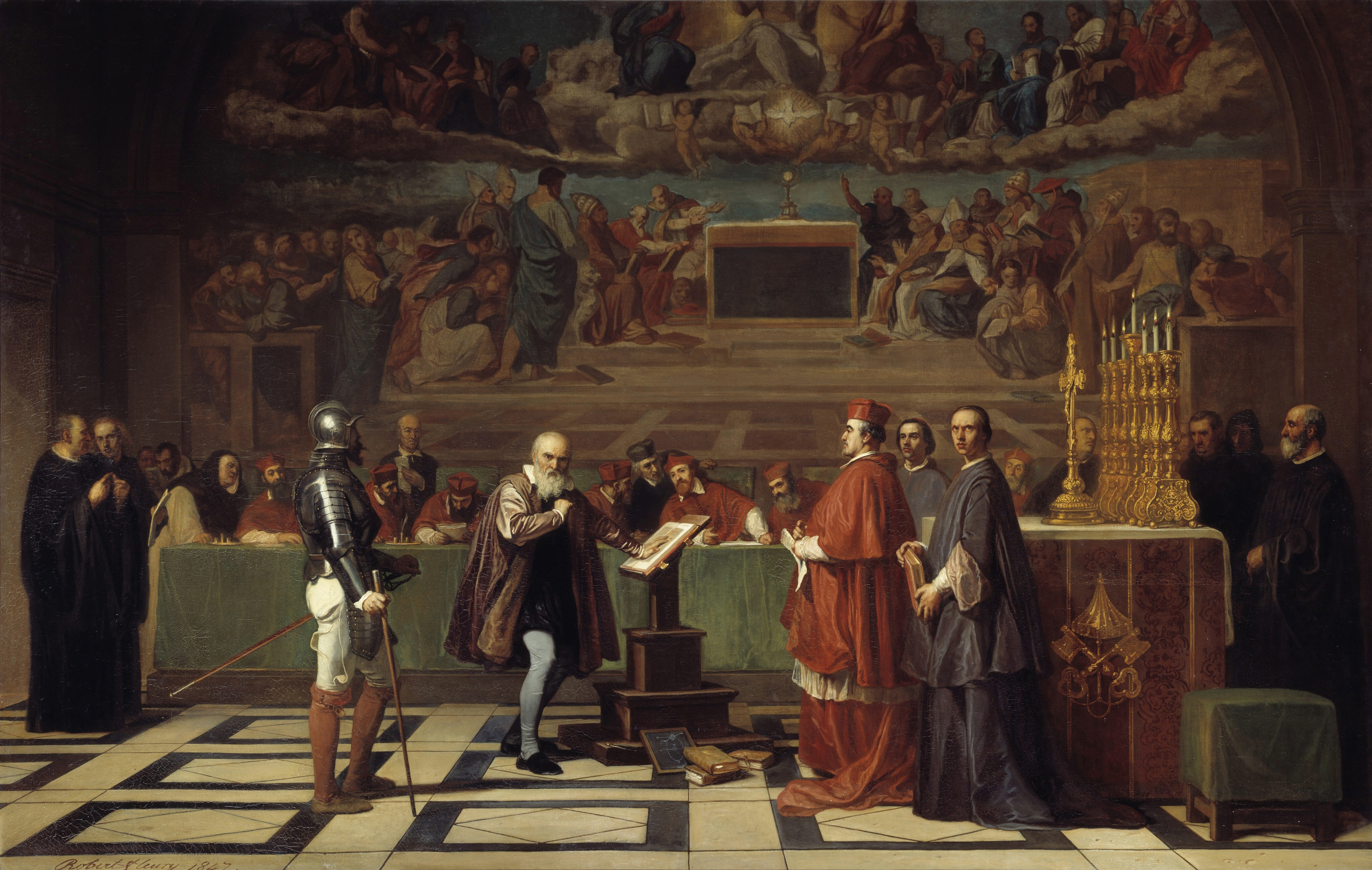
Galileo Galilei jutjat per la Inquisició.

Potser el cas més paradigmàtic del conflicte entre la ciència i l'Església Catòlica sigui el de Galileo Galilei, però historiadors i científics moderns (com David C. Lindberg, Ronald Numbers Craig Rusbult, Russell Maatman Owen Gingerich, Thomas E. Woods Jr. i Jerome J. Langford veuen el cas com a quelcom més complex que no pas una confrontació entre ciència i religió. El 1616, la Inquisició romana declarà l'heliocentrisme com a «fals i absurd des del punt de vista filosòfic i totalment heretge», per estar en contradicció amb la interpretació literal de determinats passatges bíblics. Malgrat que les seves proves experimentals i teòriques no estaven totalment concloses, Galileu mai no abandonà les seves idees i arribà fins i tot a reinterpretar i emprar diversos passatges bíblics per defensar la veracitat de l'heliocentrisme. El 1633, Galileu va acabar sent jutjat per la Inquisició i sentenciat a presó domiciliària. També es prohibí que l'heliocentrisme s'ensenyés com a veritable (només podia ensenyar-se com una hipòtesi científica).
Amb el temps, però, l'Església Catòlica revisà la seva posició pel que fa a l'heliocentrisme, acabant per acceptar-lo. El 1758, l'Església Catòlica retirà les obres heliocèntriques de l'Index Librorum Prohibitorum. El 1979, Joan Pau II lamentà els patiments de Galileu, causats per catòlics i organismes eclesiàstics i defensà, de nou, que les dues veritats (fe i raó) no poden contradir-se mai, concloent amb la cita del mateix Galileu «procedint igualment del Verb diví, l'Escriptura santa i la naturalesa, la primera com a dictada per l'Esperit Sant, la segona com a executora fidelíssima de les ordres de Déu» El 2000, Joan Pau II emeté finalment una petició formal de disculpes per tots els errors comesos per alguns catòlics durant els dos mil anys de la història de l'Església Catòlica, incloent-hi el judici de Galileu per la Inquisició.

## Doctrina Social de l'Església
Malgrat que la missió principal de l'Església, que consisteix en la salvació de la humanitat, és d'àmbit essencialment espiritual, formulà una doctrina social. Mitjançant una anàlisi crítica de diverses situacions socials, aquesta doctrina social pretén fixar principis i orientacions generals sobre l'organització social, política i econòmica dels pobles i de les nacions, orientant així els catòlics i els homes de bona voluntat en la seva acció al món.
Mitjançant nombroses encícliques i pronunciaments dels Papes, la doctrina social de l'Església aborda diversos temes fonamentals, com la dignitat humana, les llibertats i els drets humans, la família, la promoció de la pau i del bé comú en el respecte dels principis de la solidaritat i la subsidiarietat, la primacia de la justícia i de la caritat, el sistema econòmic i la iniciativa privada, el paper de l'Estat, el treball humà, el destí universal dels béns de la naturalesa, la defensa del medi ambient, i el desenvolupament integral de cada persona i dels pobles.
Però l'existència de la doctrina social no implica la participació del clergat a la política, que està expressament prohibida per l'Església (llevat de situacions urgents. Això perquè la missió de millorar i animar les realitats temporals, incloses mitjançant la participació cívico-política, i destinada als laics. Després, la jerarquia eclesiàstica està només «al negoci de formar el tipus de persona que aconsegueix formar i dirigir governs als quals la llibertat condueix a la genuïna realització humana»
El pensament social cristià va anar desenvolupant-se al llarg dels temps, començant la seva sistematització el 1891, en publicar-se l'encíclica Rerum Novarum del Papa Lleó XIII. La doctrina social rebutja les ideologies totalitàries i atees associades al comunisme o al socialisme. A més, a la pràctica del capitalisme, la doctrina social rebutja, per exemple, l'excessiva i desenfrenada expectativa del lucre i/o la primacia absoluta de la llei del mercat sobre el treball humà i l'economia.

## Crítiques principals
A més de les crítiques històriques entre la doctrina catòlica i la resta de doctrines cristianes i entre la doctrina catòlica i la ciència, diverses creences i principis catòlics també són actualment criticats pel món modern i fins i tot per alguns catòlics.
Per exemple, l'ètica catòlica sobre el matrimoni, que actualment no accepta el divorci; sobre la vida, en no acceptar l'avortament, l'eutanàsia, l'ús dels anticonceptius artificials o l'ús de cèl·lules mare embrionàries per a usos científics que comportin la destrucció de l'embrió; o sobre el sexe, en no acceptar el sexe prematrimonial, l'homosexualitat o l'ús de preservatius; continuen generant moltes polèmiques i controvèrsies. Les accions escandaloses i immorals, que van contra la doctrina catòlica, practicades per certs membres i clergues catòlics (com poden ser els casos d'abusos sexuals comesos per membres de l'Església Catòlica) reforcen les crítiques referents al com aquesta doctrina tracta la sexualitat i la moralitat en general.
Amb la creixent laïcització secularització del món occidental, algunes persones van començar a qüestionar la compatibilitat entre la democràcia i la doctrina catòlica, i l'exigeixen fins al final de qualsevol influència de l'Església sobre la vida pública i sobre les decisions legislatives (especialment sobre la qüestió de l'avortament).
La mateixa creença en Déu i les regles etico-morals de l'Església són també durament criticades com a obstacles per al veritable alliberament, progrés i realització de l'home. Qüestions més teològiques com la divinitat i el celibat de Jesús (amb una atenció especial vers a les teories sobre Maria Magdalena), els miracles, l'existència de dogmes, la vida eterna, la virginitat de Maria i la paradoxal compatibilitat entre l'existència de Déu i l'existència del mal i del patiment són també qüestionades. Recentment, la qüestió teològica de la unicitat i la universalitat salvadora de Jesucrist i de l'Església Catòlica i la definició teològica que l'Església Catòlica és l'única Església de Crist continuen donant lloc a diverses polèmiques i desacords. Malgrat que aquestes dues creences, l'Església mai no negà la salvació per als no catòlics. Qüestions més disciplinars de l'Església, com la jerarquia catòlica, el celibat clerical i la prohibició de l'accés de la dona a l'orde Sacerdotal són també temes molt debatuts.
En conclusió, l'Església Catòlica i la seva doctrina desperta una gran controvèrsia, car ella «es revela moltes vegades […] en oposició al que sembla el coneixement vulgar dels nostres temps» i perquè sempre insisteix que «la fe implica veritats, que aquestes veritats impliquen obligacions i que aquestes obligacions exigeixen certes decisions.» Per aquest motiu, l'Església Catòlica, «vista d'exterior, […] pot semblar de poca visió, de mal humor i turmentada, el predicador amarg d'una cadena infinita de prohibicions.»

## La doctrina catòlica i les altres Esglésies cristianes

### L'Església Ortodoxa
La doctrina de l'Església Ortodoxa és molt semblant a la de l'Església Catòlica, car ambdues desenvoluparen les seves principals creences bàsicament a partir de la mateixa tradició. Malgrat això, existeixen entre elles diverses diferències doctrinals i disciplinars. Com a per exemple, els ortodoxos només reconeixen els set primers concilis ecumènics i no accepten, com per exemple, el dogma catòlic de la Immaculada Concepció (però els ortodoxos creuen en l'Assumpció de Maria); el Purgatori, la primacia i la infabil·litat del Papa: ña la qüestió del filioque; la falta de Epíclesis i l'ús del pa àcim (sense llevat) a la Missa; la comunió eucarística només sobre l'espècie del pa; o el Baptisme per infusió (i no per immersió); la forma d'administrar el sacrament de la unció dels malalts; el celibat de tot el clergat i la indisolubilitat del matrimoni.
Gràcies al recent i gran esforç ecumènic, moltes d'aquestes diferències han estat parcialment resoltes o, com a mínim, disminuïdes. El principal problema resideix en la qüestió de la primacia i de la infabil·litat del Papa. Però fins i tot en aquest camp hi ha hagut avenços significatius, que han culminat en l'aprovació del Document de Ràvena el 13 d'octubre de 2007. En aquest document, ambdues esglésies reconegueren la primacia papal, en afirmar que el Bisbe de Roma «és el "protos", o sigui, el primer entre els patriarques de tot el món, car Roma, segons l'expressió de sant Ignasi d'Antioquia, és «l'Església que presideix en la caritat». Però malgrat això, els catòlics i els ortodoxos encara difereixen pel que fa als privilegis de la primacia.

### Les Esglésies Protestants

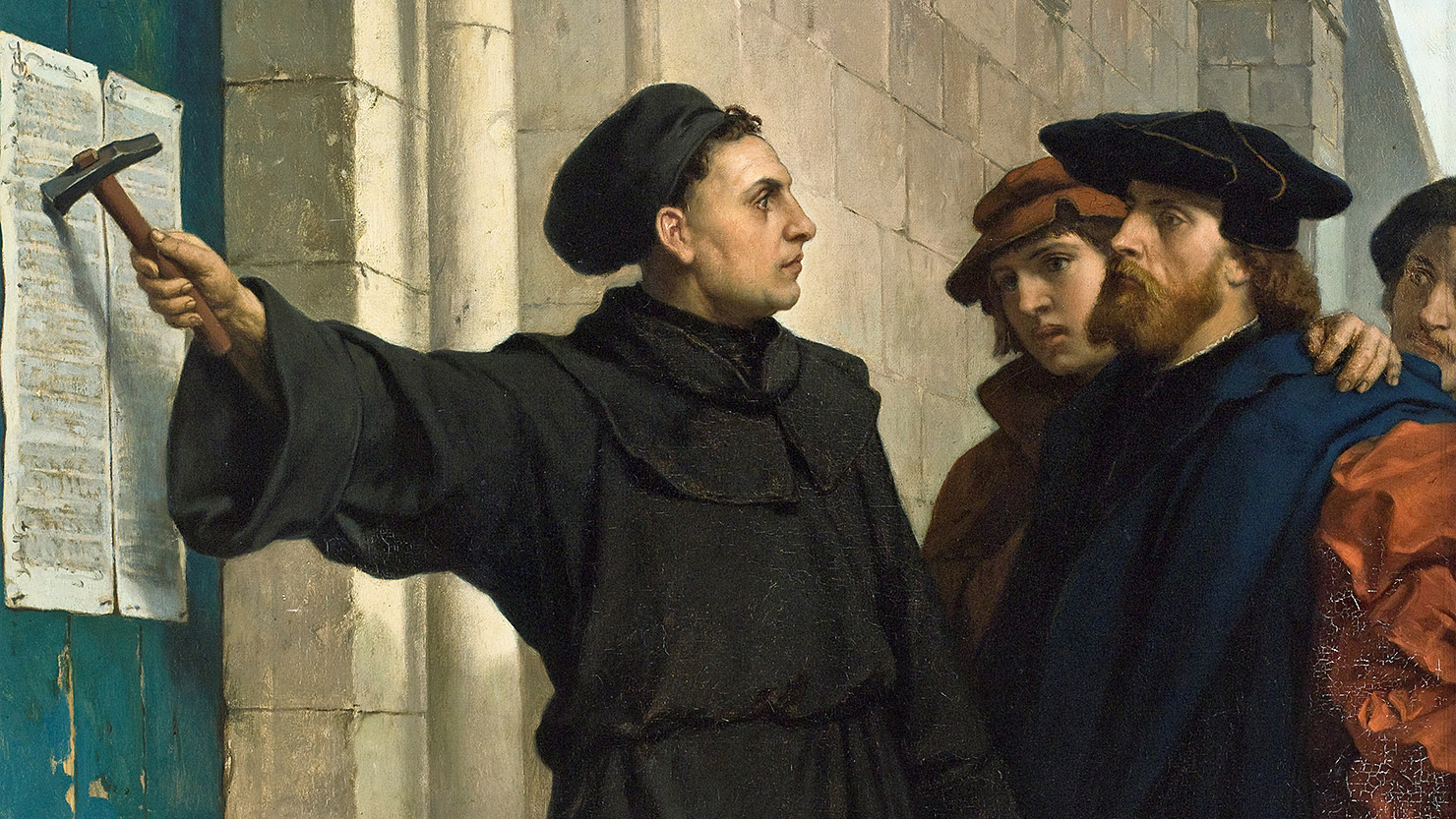
Martí Luter, clavant les Tesis de Wittenberg, marcant l'inici de la Reforma Protestant.

Les Esglésies Protestants adopten, igual que l'Església Catòlica, el mateix Credo de Nicea, de manera que la doctrina sobre la Santíssima Trinitat i sobre Jesucrist és idèntica a la catòlica. Però les diferències entre les doctrines són moltes. En general, les diferències més significatives es refereixen al paper de l'oració i les indulgències; a la comunió dels sants; a la doctrina del pecat original i de la gràcia; a la predestinació; a la necessitat i naturalesa de la penitència; i a com obtenir la salvació, car els protestants defensen que la salvació només pot assolir-se mitjançant la fe (sola fide), en detriment de la creença catòlica que la fe cal que també s'expressi mitjançant les bones obres, provocant una gran divergència que comportà un conflicte sobre la doctrina de la justificació.
També existeixen diferències importants a la doctrina de l'Eucaristia i de la resta de sagraments (els protestants només professen el Baptisme i l'Eucaristia, i per a ells només són signes que estimulen la fe; en l'existència del Purgatori; en el culte de veneració a la Verge Maria i als sants; en la forma d'interpretació de les Sagrades Escriptures (els protestants defensen la interpretació personal i el lliure examen) i en la composició del Cànon de les Escriptures; en el paper de la Tradició oral; en la pròpia naturalesa, autoritat, administració, jerarquia i funció de l'Església (incloent-hi el seu paper en la salvació); en el sacerdoci i també en l'autoritat i missió del Papa.
Malgrat això, ja que fins i tot entre les denominacions protestants hi ha diferències considerables, podem trobar entre elles algunes les doctrines de les quals s'apropen bastant a la catòlica. Aquest és el cas, per exemple, d'alguns sectors de l'Anglicanisme, que s'autodenominen com a anglo-catòlics. Recentment, el diàleg ecumènic modern ha portat finalment a alguns conversos sobre la doctrina de la justificació entre els catòlics i els luterans, a través de la Declaració Conjunta sobre la Doctrina de la Justificació (1999). A més, aquest diàleg ha portat diversos consensos sobre d'altres qüestions doctrinàries importants, especialment entre els catòlics i els anglicans.